# Římskokatolická církev
Římskokatolická církev, označovaná také jako latinská církev (latinsky Ecclesia Latina) je největší autonomní (sui iuris) partikulární církev v rámci katolické církve, jejíž členové tvoří naprostou většinu z více než 1,3 miliardy pokřtěných římských katolíků ve společenství s papežem v Římě. Latinská církev je jednou z 24 církví sui iuris ve společenství s papežem a jedinou západní katolickou církví; dalších 23 se označuje jako východní katolické církve a dohromady mají přibližně 18 milionů členů. Latinská církev tradičně používá latinské liturgické obřady, které jsou od poloviny 20. století velmi často překládány do lidového jazyka. Převládajícím liturgickým obřadem je římský obřad, jehož prvky se používají již od 4. století. Je zároveň největší náboženskou organizací na světě.
V čele latinské církve stojí přímo papež jako římský biskup, jehož katedra jako biskupa se nachází v arcibazilice svatého Jana Lateránského v Římě v Itálii. Latinská církev se historicky vyvinula v rámci západní kultury a silně ji ovlivnila; proto je také známá jako západní církev (latinsky: Ecclesia Occidentalis). Je také známa jako římská církev (latinsky: Ecclesia Romana), latinská katolická církev a v některých souvislostech jako římskokatolická církev (i když tento název může označovat i katolickou církev jako celek). Jedním z tradičních titulů papeže v některých obdobích a souvislostech byl patriarcha Západu.
Katolická církev učí, že její biskupové jsou nástupci Ježíšových apoštolů a že papež je nástupcem svatého Petra, jemuž Ježíš Kristus udělil primát. V rámci podstatné kulturní a teologické jednoty latinské církve se v dávných dobách rozvíjely místní tradice, jak dokládají různé teologické metodologie čtyř významných osobností známých jako latinští učitelé církve, kteří žili ve 2.–7. století na územích, jež zahrnovala římskou severní Afriku a Palestinu.
Co se týče liturgických forem, existují a od starověku existovaly různé tradice latinského liturgického obřadu, z nichž převládal římský ritus. Z dalších liturgických rodin přežily především obřady, které se dnes oficiálně označují jako hispánsko-mosarabský obřad a které se stále omezeně používají ve Španělsku; Ambrosiánský ritus, který se geograficky soustřeďuje v milánské arcidiecézi v Itálii a který je svou formou, i když ne konkrétním obsahem, mnohem bližší římskému obřadu; a kartuziánský obřad, používaný v rámci přísného kartuziánského mnišského řádu, který také používá v obecných rysech formy podobné římskému obřadu, ale s řadou významných odchylek, které jej přizpůsobily osobitému způsobu života kartuziánů. Kdysi existoval tzv. galikánský ritus, používaný na galských nebo franských územích. Jednalo se o konglomerát různých forem, který se svou obecnou strukturou nelišil od současného hispánsko-mozarabského obřadu, ale nikdy nebyl přísně kodifikován a který byl přinejmenším od 7. století postupně infiltrován a nakonec z větší části nahrazen liturgickými texty a formami, které měly svůj původ v římské diecézi. Ostatní dřívější „obřady“ v minulých dobách praktikované v některých řeholních řádech a významných městech byly ve skutečnosti většinou částečnými variantami římského obřadu a ze současného užívání téměř zcela vymizely, a to i přes omezené nostalgické snahy o oživení některých z nich a jistou shovívavost římských úřadů.
Latinská církev byla v plném společenství s tzv. východní pravoslavnou církví až do schizmatu mezi Římem a Konstantinopolí v roce 1054. Od té doby, ale i před ní, se západní křesťané začali běžně označovat jako latiníci v protikladu k byzantským nebo řeckým křesťanům. Po islámských výbojích zahájil Západ v letech 1095–1291 křížové výpravy na obranu křesťanů a jejich majetku ve Svaté zemi před pronásledováním. Dlouhodobě se křižákům nepodařilo obnovit politickou a vojenskou kontrolu nad Izraelem a Judskem, které stejně jako dříve křesťanská severní Afrika a zbytek Blízkého východu zůstaly pod islámskou nadvládou. Názvy mnoha bývalých křesťanských diecézí tohoto rozsáhlého území používá katolická církev i ve 21. století jako názvy katolických titulárních sídel bez ohledu na liturgické rodiny.
Dělení na „latiníky“ a „Řeky“ nepokrývá celou plejádu tradičních křesťanských církví, protože z tohoto hlediska zcela vynechává početné východní katolické církve, z nichž některé navazují na byzantskou liturgickou tradici, ale i další, spolu s různými starobylými církvemi mimo chalcedonské křesťanství společně známé jako starobylé východní církve a mimo pentarchickou státní církev Římské říše, známé jako východní církev, a navazují na značně rozdílné kulturní, duchovní a liturgické tradice syrsko-orientálního, syrsko-antiošského, arménského a koptského křesťanství.
V raném novověku a později latinská církev prováděla evangelizační misie do Ameriky a od pozdního novověku do subsaharské Afriky a východní Asie. Protestantská reformace v 16. století měla za následek odtržení protestantismu, což vedlo k roztříštěnosti západního křesťanství, zahrnující nejen protestantské odnože latinské církve, ale také menší skupiny nezávislých katolických denominací odtržených v 19. století.

## Terminologie
Viz též: Katolická církev#Název, Katolická (termín) a Římskokatolická (termín)

### Název
Část katolické církve na Západě se nazývá latinská církev, aby se odlišila od východních katolických církví, které jsou rovněž pod papežským primátem. V historickém kontextu se před schizmatem mezi Východem a Západem v roce 1054 latinská církev někdy označuje jako západní církev. Spisovatelé patřící k různým protestantským denominacím někdy volí termín západní církev jako implicitní nárok na legitimitu.
Termín latinský katolík označuje věřící latinského liturgického obřadu, z nichž převládá římský ritus. Latinský liturgický obřad je stavěn do protikladu k liturgickým obřadům východních katolických církví.

### „Církev“ a „ritus“
Další informace: Partikulární katolické církve a liturgické rity
Kodex kánonů východních církví z roku 1990 definuje použití slov „církev“ a „ritus“ v rámci tohoto kodexu. V souladu s těmito definicemi použití v rámci kodexu, kterým se řídí východní katolické církve, je latinská církev jednou z takových skupin křesťanských věřících sjednocených hierarchií a uznaných nejvyšší autoritou katolické církve jako zvláštní církev sui iuris. „Latinský ritus“ je celek dědictví této samostatné partikulární církve, kterým projevuje svůj vlastní způsob života víry, včetně vlastní liturgie, teologie, duchovní praxe a tradice a kanonického práva. Katolík jako individuální osoba je nutně členem určité církve. Osoba také dědí, neboli „patří“, k určité církevní tradici nebo ritu. Protože ritus má liturgické, teologické, duchovní a disciplinární prvky, má se člověk také podle určitého ritu uctívat, být vyučován, modlit se a být spravován.
Partikulární církve, které zdědily a udržují určité dědictví, jsou označovány metonymií „církev“ nebo „ritus“. V souladu s tím je „ritus“ definován jako „část křesťanské církve používající osobitou liturgii“ nebo prostě jako „křesťanská církev“. V tomto smyslu se s „ritem“ a „církví“ zachází jako se synonymy, jako je tomu v glosáři vypracovaném Konferencí katolických biskupů Spojených států amerických a revidovaném v roce 1999, kde se uvádí, že každá „církev východního (východního) ritu ... je v rámci církve považována za rovnocennou latinskému ritu“. Druhý vatikánský koncil podobně uvedl, že „smýšlením katolické církve je, aby si každá jednotlivá církev nebo obřad zachovala své tradice celé a celistvé a stejně tak, aby přizpůsobila svůj způsob života různým potřebám doby a místa“, a hovořil o patriarších a „větších arcibiskupech, kteří řídí celek některé jednotlivé církve nebo obřadu“. Používal tedy slovo „ritus“ jako „technické označení toho, co lze dnes nazvat určitou církví“. „Církev nebo ritus“ se používá také jako jediné heslo v klasifikaci děl Knihovny Kongresu Spojených států.

## Historie
Z historického hlediska je řídící subjekt latinské církve (tj. Svatý stolec) považován za jeden z pěti patriarchátů pentarchie raného křesťanství, spolu s patriarcháty v Konstantinopoli, Alexandrii, Antiochii a Jeruzalémě. Vzhledem ke geografickým a kulturním okolnostem se z posledně jmenovaných patriarchátů vyvinuly církve s odlišnou východokřesťanskou tradicí. Toto schéma, přinejmenším mlčky přijímané Římem, je konstruováno z pohledu řeckého křesťanství a nebere v úvahu další církve velkého starověku, které se vyvinuly na Východě mimo hranice Římské říše. Většina východních křesťanských církví přerušila plné společenství s římským biskupem a latinskou církví v důsledku různých teologických a jurisdikčních sporů ve staletích následujících po chalcedonském koncilu v roce 451 n. l. V roce 451 se však církevní společenství rozpadlo. Jednalo se zejména o nestoriánské schizma (431–544) (východní církev), chalcedonské schizma (451) (východní pravoslaví) a východo-západní schizma (1054) (východní pravoslaví). Protestantská reformace v 16. století byla svědkem schizmatu, které nebylo analogické, protože nebylo založeno na stejných historických faktorech a zahrnovalo mnohem hlubší teologický nesouhlas s učením celku dříve existujících historických křesťanských církví. Do roku 2005 si papež nárokoval titul „patriarcha Západu“. Benedikt XVI. tento titul z ne zcela jasných důvodů odložil, přičemž nadále de facto vykonával přímou patriarchální roli nad latinskou církví.

## Učení
Nauka se v základních – a nejpodstatnějších – věcech shoduje s naukou ostatních církví, jak o tom svědčí společná kréda, zvl. Nicejsko-konstantinopolské vyznání víry. Souhrn římskokatolické věrouky je obsažen v Katechismu katolické církve.

### Svátosti
Hlavní článek: Svátosti katolické církve
Římskokatolická církev rozeznává sedm svátostí (čísla v seznamu označují příslušné odstavce Katechismu katolické církve, zkratka KKC).
1. Křest: KKC 1213–1284[25]
2. Biřmování: KKC 1285–1321[26]
3. Eucharistie: KKC 1322–1419[27]
4. Svátost smíření: KKC 1422–1498[28]
5. Svátost nemocných: KKC 1499–1532[29]
6. Kněžství: KKC 1536–1600[30]
7. Manželství: KKC 1601–1666[31]

## Členství
V katolické církvi existuje kromě latinské církve, v jejímž čele stojí přímo papež jako latinský patriarcha a která je v západním křesťanství pozoruhodná svou posvátnou tradicí a sedmi svátostmi, 23 východních katolických církví, samosprávných partikulárních církví sui iuris s vlastní hierarchií. Tyto církve odvozují svůj původ od ostatních čtyř patriarchátů starověké pentarchie, ale buď nikdy historicky nepřerušily plné společenství, nebo se k němu v určité době vrátily spolu s papežstvím. Tyto církve se od sebe liší liturgickým ritem (obřady, rouchy, zpěvy, jazykem), bohoslužebnými tradicemi, teologií, kanonickým právem a duchovenstvem, ale všechny zachovávají stejnou víru a všechny považují plné společenství s papežem jako římským biskupem za nezbytnou podmínku katolicity a také za součást jediné pravé církve, jak ji definují čtyři znaky církve v katolické eklesiologii.
Přibližně 16 milionů východních katolíků představuje menšinu křesťanů ve společenství s papežem ve srovnání s více než miliardou latinských katolíků. Kromě toho je na světě zhruba 250 milionů východních pravoslavných a 86 milionů členů starobylých východních církví, kteří nejsou v jednotě s Římem. Na rozdíl od latinské církve papež nevykonává přímou patriarchální roli nad východními katolickými církvemi a jejich věřícími, místo toho podporuje jejich vnitřní hierarchii oddělenou od hierarchie latinské církve, analogickou tradicím sdíleným s příslušnými východními křesťanskými církvemi ve východním pravoslavím a ve starobylých východních církvích.

## Organizace
Další informace: Svatý stolec

### Liturgické dědictví
Hlavní článek: Latinské liturgické obřady
Kardinál Joseph Ratzinger (pozdější papež Benedikt XVI.) popsal 24. října 1998 latinský liturgický ritus takto:
Vždy existovalo několik forem latinského obřadu, které se jen pomalu vytrácely v důsledku sbližování různých částí Evropy. Před koncilem existoval vedle římského obřadu ambrosiánský obřad, mozarabský obřad z Toleda, obřad z Bragy, kartuziánský obřad, karmelitánský obřad a nejznámější ze všech, dominikánský obřad, a možná ještě další obřady, o nichž nevím.
Dnes se nejčastěji používá latinský liturgický ritus – buď mše svatá po II. vatikánském koncilu, kterou vyhlásil papež Pavel VI. v roce 1969 a revidoval papež Jan Pavel II. v roce 2002 („řádná forma“), nebo tridentská forma mše svaté z roku 1962 („mimořádná forma“); ambrosiánský ritus; mozarabský ritus; a různé varianty římského ritu (např. anglikánský ritus). 23 východních katolických církví používá pět různých rodin liturgických obřadů. Latinský liturgický ritus se používá pouze v jedné konkrétní církvi sui iuris.
Středem života církve je liturgie, v níž hraje nejdůležitější úlohu eucharistická bohoslužba (= mše). Součástí liturgie je též Denní modlitba církve (zkráceně breviář, někdy též Liturgie hodin), což je modlitba založená na žalmech a jiných biblických textech, která má uvádět křesťana do života v Boží přítomnosti po celý den. Krom toho existuje v církvi mnoho dalších způsobů modlitby, ať už spontánní nebo ustálené, společné nebo soukromé.

### Disciplinární dědictví
Hlavní článek: Kodex kanonického práva z roku 1983 a Právní dějiny katolické církve
Kanonické právo latinské církve je kodifikováno v Kodexu kanonického práva, který má dvě kodifikace, z nichž první vyhlásil papež Benedikt XV. v roce 1917 a druhou papež Jan Pavel II. v roce 1983.
V latinské církvi je normou pro udílení biřmování, s výjimkou případů, kdy je biřmovanec v nebezpečí smrti, aby „užíval rozumu, byl vhodně poučen, náležitě disponován a schopen obnovit křestní sliby“ a „udílení nejsvětější eucharistie dětem vyžaduje, aby měly dostatečné znalosti a pečlivou přípravu, aby podle svých schopností chápaly Kristovo tajemství a byly schopny přijímat Kristovo tělo s vírou a zbožností“. Ve východních církvích se tyto svátosti obvykle udělují ihned po křtu, a to i kojenci.
Celibát je v latinské církvi pro kněze povinný v důsledku povinnosti zachovávat dokonalou zdrženlivost. Výjimku tvoří ženatí duchovní z jiných církví, kteří vstoupí do katolické církve; ti mohou zůstat ženatými kněžími. V latinské církvi nesmí být ženatý muž přijat ani do diakonátu, pokud není legitimně určen k tomu, aby zůstal jáhnem a nestal se knězem. Sňatek po vysvěcení není možný a pokus o něj vede ke kanonickým trestům. Východní katolické církve mají na rozdíl od latinské církve ženatý klérus.
Ve 21. století jsou biskupové v latinské církvi zpravidla jmenováni papežem po vyslechnutí doporučení různých dikasterií Římské kurie, konkrétně Dikasterium pro biskupy, Kongregace pro evangelizaci národů (pro země v její péči), Sekce pro vztahy se státy Státního sekretariátu (pro jmenování, která vyžadují souhlas nebo předchozí oznámení civilních vlád) a Dikasterium pro východní církve (v oblastech v její péči, a to i pro jmenování latinských biskupů). Dikasteria (dříve zvaná kongregace) obvykle pracují na základě „terna“ neboli seznamu tří jmen, který jim postoupí místní církev, nejčastěji prostřednictvím apoštolského nuncia nebo katedrální kapituly v těch místech, kde si kapitula ponechává právo jmenovat biskupy.

### Členové a rozšíření ve světě

Procentuální podíl římskokatolických věřících na obyvatelstvu jednotlivých zemí světa

Podle vatikánské ročenky Annuario Pontificio měla latinská církev ke konci roku 2010 1 272 000 000 členů (pokřtěných katolíků), v roce 2018 to bylo již 1,311 miliardy, což ji činí největší křesťanskou církví (zahrnující celosvětově asi polovinu všech křesťanů) a největší náboženskou organizací na světě (zahrnující cca 1/6 lidstva). Působí celosvětově, počet jejích příznivců se v jednotlivých oblastech liší.
Nejkatoličtějším kontinentem světa je Jižní Amerika. Římskokatolická církev drtivě převládá v prakticky celé Jižní a Střední Americe. Hlásí se k němu polovina věřících obyvatel Kanady. Ve Spojených státech a některých ostrovních státech Karibiku je počet katolíků převýšen počtem protestantů. Ve Spojených státech je celkem 77,3 milionů věřících katolíků. Celkem žije v Jižní Americe polovina všech věřících katolíků. Po ní následuje Evropa, kde se obvykle udává podíl katolíků v rozpětí 30–40 %. Žije zde jedna čtvrtina z celosvětového počtu věřících katolíků. V Austrálii se k římskokatolické církvi hlásí 25 % obyvatel a v Africe asi jedna šestina obyvatel. Nejméně katolickým kontinentem je Asie, kde katolíci představují na území drtivé většiny asijských států zanedbatelnou menšinu, často pronásledovanou. Většinu obyvatelstva tvoří římští katolíci pouze ve dvou asijských státech (Filipíny a Východní Timor).
V současné době rychle roste podíl katolíků v Africe a Asii (zejména jihovýchodní), naproti tomu ke stagnaci až poklesu dochází v Jižní Americe (zde speciálně v Brazílii, kde se v poslední době výrazně prosazují evangelikálové) a Evropě, kde dochází v řadě států k výraznému postupu sekularizace společnosti.

#### Římskokatolická církev v Česku
Hlavní článek: Římskokatolická církev v Česku
V Česku, kde je zdaleka největší organizovanou náboženskou skupinou, se k této církvi podle sčítání lidu z roku 2011 hlásí 1 083 899 lidí (10,26 % obyvatel Česka, 18,7 % z odpovídajících respondentů). V absolutních číslech poklesl počet lidí preferujících tuto církev na 40 % stavu oproti roku 2001. K římskokatolické církvi se hlásí 49,83% lidí z celkového počtu všech věřících v Česku.

## Teologie a filozofie

### Augustinianismus
Viz též: Augustinianismus, Nový Jeruzalém, O Boží obci a Novoplatonismus

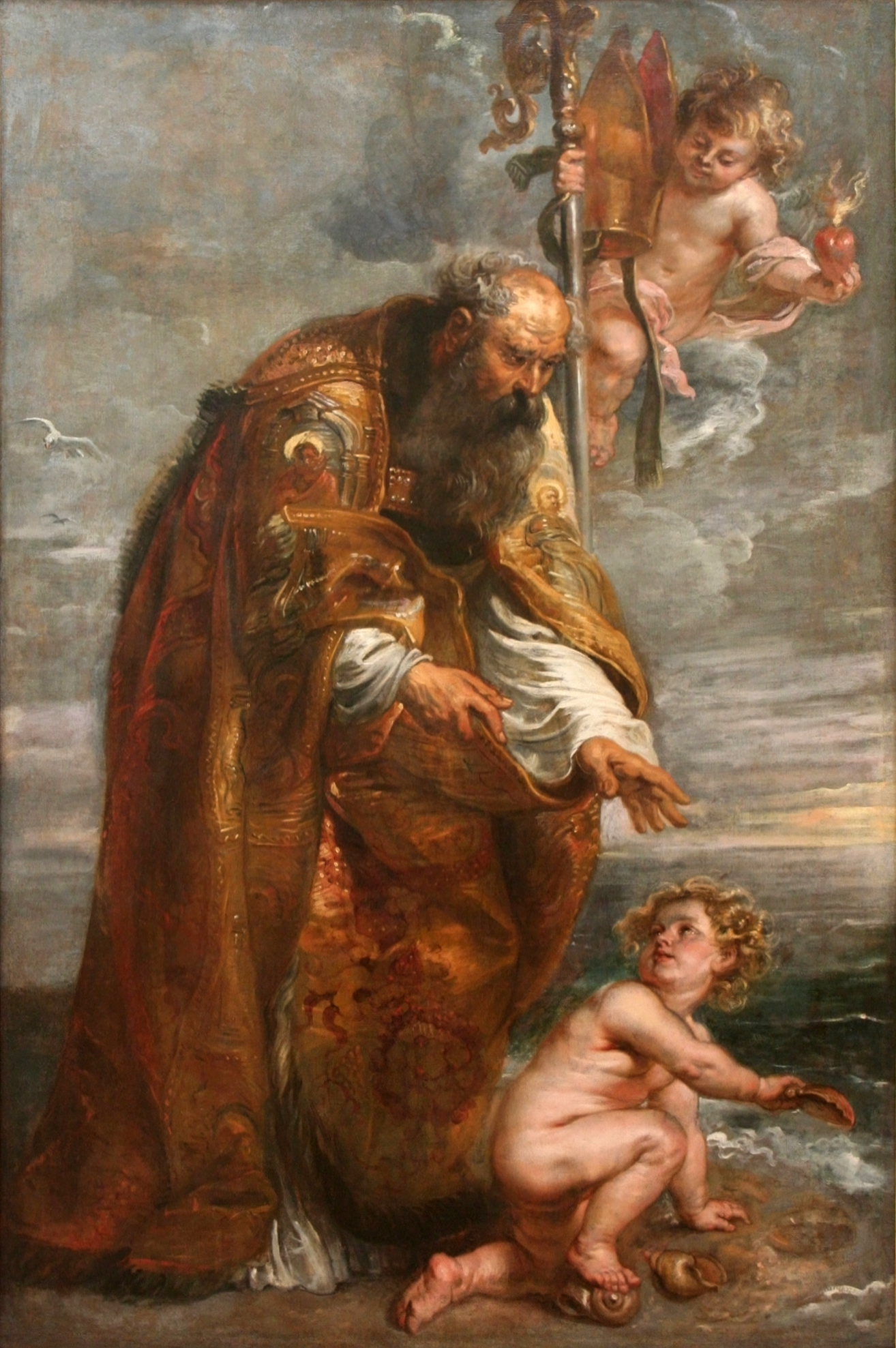
Svatý Augustin, Peter Paul Rubens, 1636–1638

Augustin z Hippo byl římský Afričan, filozof a biskup katolické církve. Pomáhal utvářet latinské křesťanství a pro své spisy z období patristiky je považován za jednoho z nejvýznamnějších církevních otců latinské církve. Mezi jeho díla patří Město Boží, De doctrina Christiana a Vyznání.
V mládí se přiklonil k manicheismu a později k neoplatonismu. Po svém křtu a konverzi v roce 386 si Augustin vytvořil vlastní přístup k filozofii a teologii, který se přizpůsobil různým metodám a perspektivám. Věřil, že Kristova milost je nezbytná pro lidskou svobodu, a pomohl formulovat učení o prvotním hříchu a zásadně přispěl k rozvoji teorie spravedlivé války. Jeho myšlenky hluboce ovlivnily středověký pohled na svět. Část církve, která se držela koncepce Nejsvětější Trojice, jak ji definoval Nicejský a Konstantinopolský koncil, se úzce ztotožňovala s Augustinovým spisem De Trinitate.
Když se západořímská říše začala rozpadat, představoval si Augustin církev jako duchovní Boží město, odlišné od hmotného pozemského města. Ve své knize O Božím městě proti pohanům, často nazývané O Boží obci, Augustin prohlásil, že její poselství je spíše duchovní než politické. Tvrdil, že křesťanství by se mělo zabývat spíše mystickým, nebeským městem, Novým Jeruzalémem, než pozemskou politikou.
Boží město představuje lidské dějiny jako konflikt mezi tím, co Augustin nazývá pozemským městem (často hovorově nazývaným městem člověka, ale nikdy ne Augustinem), a Božím městem, konflikt, který má skončit vítězstvím toho druhého. Město Boží se vyznačuje lidmi, kteří se vzdávají pozemských požitků, aby se zasvětili věčným Božím pravdám, nyní plně zjeveným v křesťanské víře. Pozemské město naproti tomu tvoří lidé, kteří se ponořili do starostí a potěšení současného, pomíjivého světa.

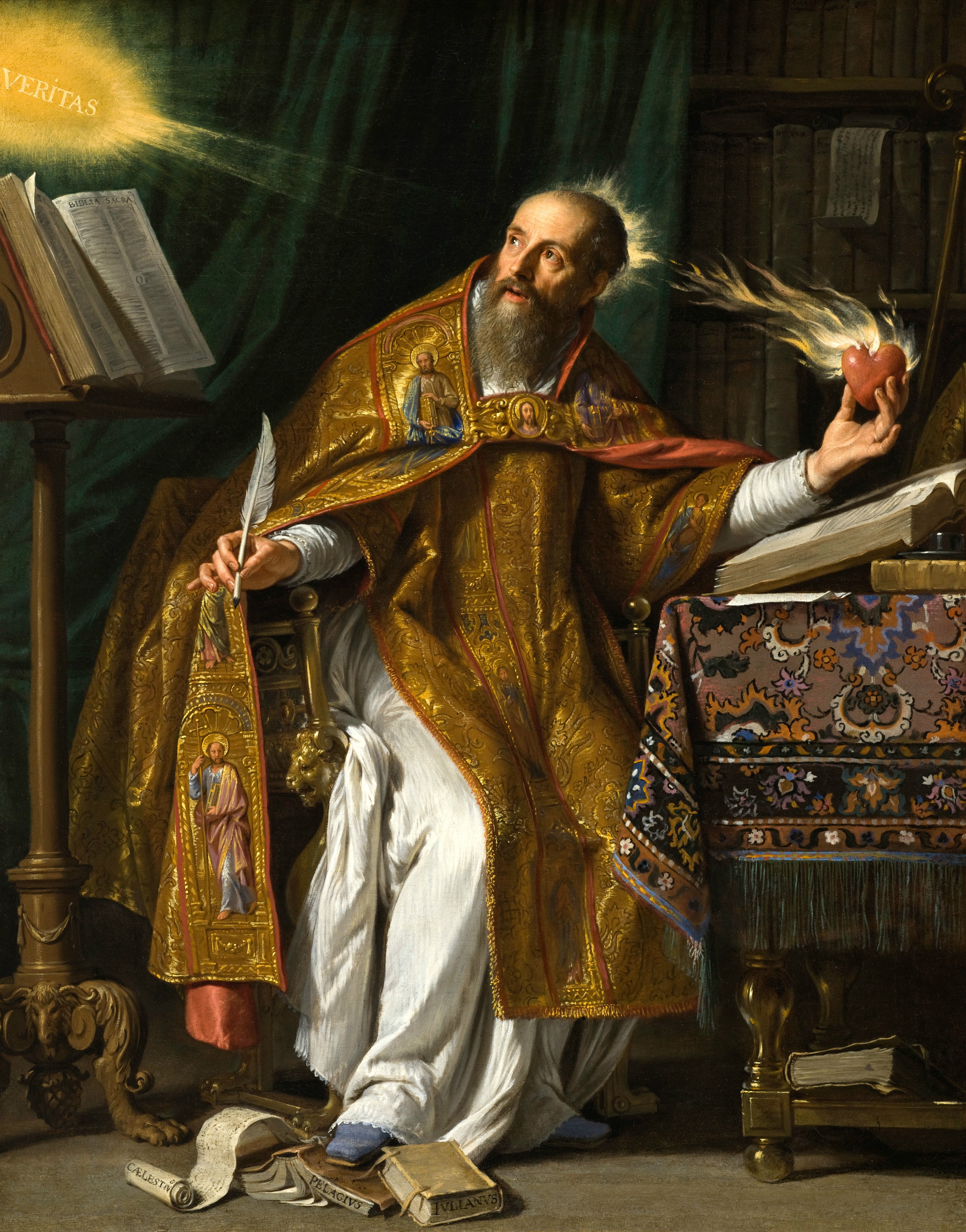
Augustinův portrét, Philippe de Champaigne, 17. století

Pro Augustina Logos „přijal tělo“ v Kristu, v němž byl logos přítomen jako v žádném jiném člověku. Silně ovlivnil raně středověkou křesťanskou filozofii.
Stejně jako další církevní otcové, jako Athenagoras, Tertulián, Klement Alexandrijský a Basil z Cesareje, i Augustin „důrazně odsuzoval praxi umělého potratu“, a přestože neschvaloval potrat v jakémkoli stadiu těhotenství, rozlišoval mezi časnými a pozdějšími potraty. Uznával rozdíl mezi „zformovanými“ a „nezformovanými“ plody, o němž se zmiňuje překlad knihy Exodus kapitola 21 v Septuagintě: Ex 21, 22 (Kral, ČEP), což považuje za chybný překlad slova „zranění“ z původního hebrejského textu jako „forma“ v řecké Septuagintě a vychází z aristotelského rozlišení „mezi plodem před a po jeho domnělém ,oživeníʻ“, a neklasifikoval jako vraždu potrat „nezformovaného“ plodu, protože se domníval, že nelze s jistotou říci, že plod již dostal duši.
Augustin také používal termín „katolická“, aby odlišil „pravou“ církev od heretických skupin:
V katolické církvi je mnoho dalších věcí, které mě oprávněně drží v jejím lůně. V církvi mě drží souhlas lidí a národů; stejně tak její autorita, nastolená zázraky, živená nadějí, rozšířená láskou, upevněná věkem. Drží mě posloupnost kněží, počínaje samotným stolcem apoštola Petra, jemuž ho Pán po svém zmrtvýchvstání svěřil, aby pásl jeho ovce J 21, 15 (Kral, ČEP), až po současný episkopát.
A konečně i samotné jméno katolická, které si církev ne bezdůvodně uprostřed tolika herezí zachovala, takže i když si všichni heretici přejí být nazýváni katolíky, když se jich někdo cizí zeptá, kde se schází katolická církev, žádný heretik se neodváží ukázat na svou kapli nebo dům.
Tolik je tedy vzácných pout, která patří ke křesťanskému jménu a která věřící udržují v katolické církvi, jak je správné. ... U tebe mě žádná z těchto věcí nepřitahuje ani nedrží. ... Nikdo mě neodvede od víry, která poutá mou mysl tak četnými a silnými pouty ke křesťanskému náboženství. ...Pokud jde o mne, neměl bych věřit evangeliu jinak, než pohnut autoritou katolické církve.
– Svatý Augustin (354–430): Proti Manichejskému listu nazvanému Základní, kapitola 4: Důkazy katolické víry.

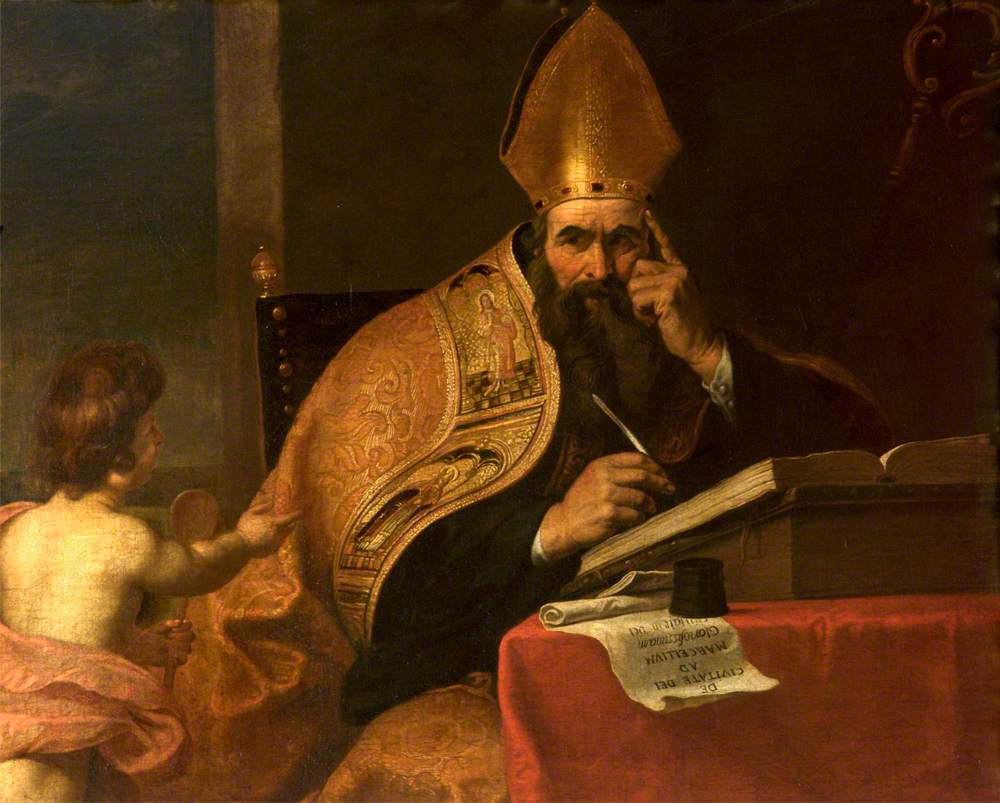
Svatý Augustin z Hippo od Gerarda Segherse (připisováno)

Ve svém filozofickém i teologickém uvažování byl Augustin značně ovlivněn stoicismem, platonismem a neoplatonismem, zejména dílem Plotina, autora Enneád, pravděpodobně zprostředkovaně Porfyriem a Viktorinem (jak tvrdí Pierre Hadot). Ačkoli později neoplatonismus opustil, některé myšlenky jsou v jeho raných spisech stále patrné. Jeho rané a vlivné spisy o lidské vůli, ústředním tématu etiky, se stanou středem zájmu pozdějších filosofů, jako byli Schopenhauer, Kierkegaard a Nietzsche. Byl také ovlivněn díly Vergilia (známého svým učením o jazyce) a Cicerona (známého svým učením o argumentaci).
Na Východě je jeho učení spornější a napadl ho zejména John Romanides. Jiní teologové a představitelé východní pravoslavné církve však projevili značný souhlas s jeho spisy, především Georgij Florovskij. Nejkontroverznější učení s ním spojené, filioque, bylo pravoslavnou církví odmítnuto jako heretické. Mezi další sporné nauky patří jeho názory na prvotní hřích, učení o milosti a predestinaci, nicméně, ačkoli je v některých bodech považován za chybujícího, je stále považován za světce, a dokonce měl vliv na některé východní církevní otce, především na řeckého teologa Řehoře Palamu, v pravoslavné církvi se jeho svátek slaví 15. června. Historik Diarmaid MacCulloch napsal: „Augustinův vliv na západní křesťanské myšlení lze jen stěží přeceňovat; větší vliv měl pouze jeho milovaný vzor Pavel z Tarsu a západní lidé se na Pavla většinou dívali Augustinovýma očima.“
Ve své autobiografické knize Milníky papež Benedikt XVI. uvádí, že Augustin měl na jeho myšlení jeden z nejhlubších vlivů.

### Scholastika
Viz též: René Descartes a Karteziánství

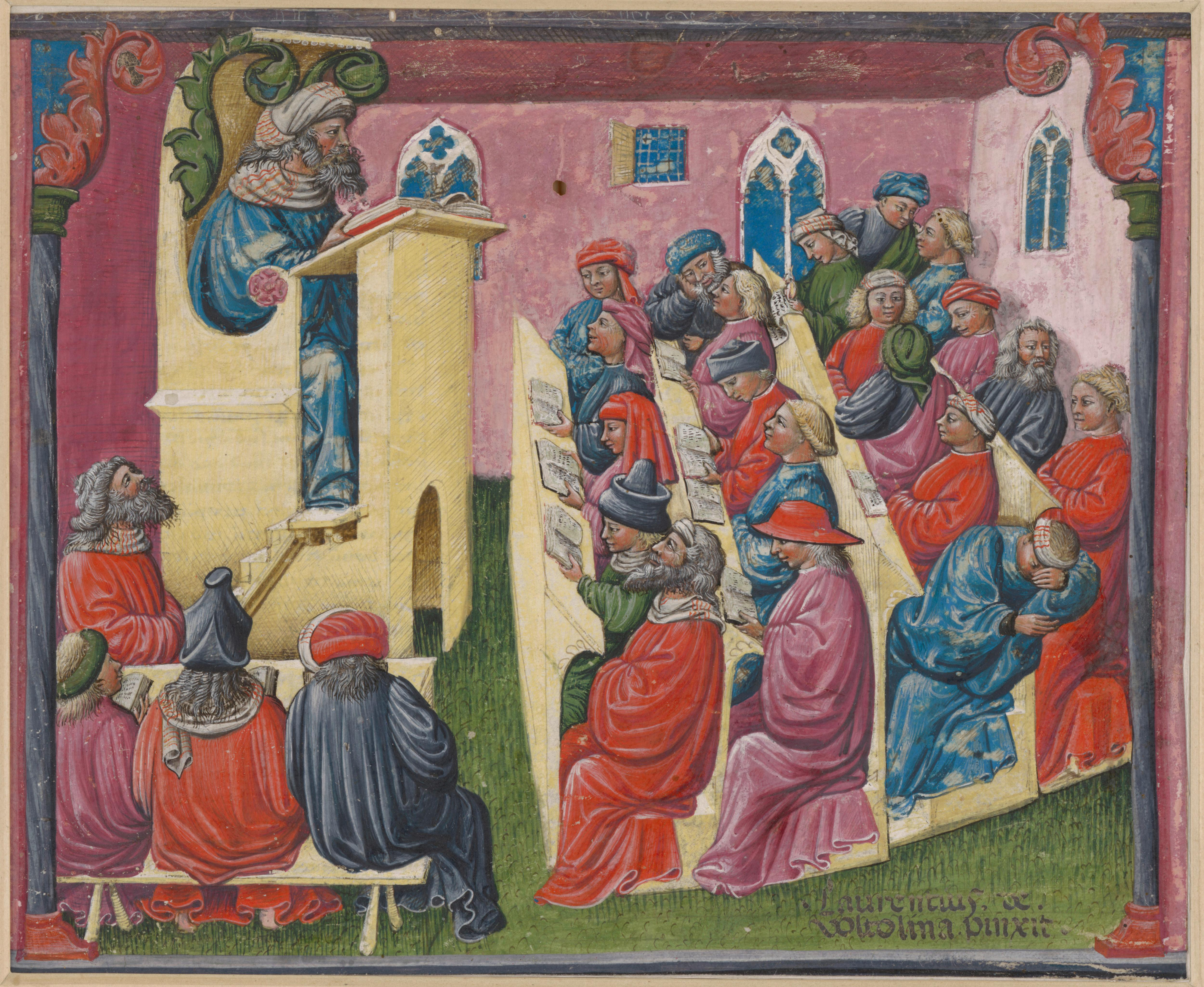
Obrázek univerzitní přednášky ze 14. století

Scholastika je metoda kritického myšlení, která dominovala ve výuce akademiků („scholastiků“ nebo „scholastických vzdělanců“) na středověkých univerzitách v Evropě přibližně od roku 1100 do roku 1700. 13. a počátek 14. století jsou obecně považovány za vrcholné období scholastiky. Počátek 13. století byl svědkem vyvrcholení obnovy řecké filozofie. V Itálii a na Sicílii a nakonec i ve zbytku Evropy vznikly překladatelské školy. Mocní normanští králové shromažďovali na svých dvorech znalce z Itálie a dalších oblastí jako projev své prestiže. Překlady a edice řeckých filosofických textů Viléma z Moerbeke v polovině 13. století pomohly vytvořit jasnější obraz řecké filosofie, zejména Aristotela, než jaký podávaly arabské verze, o něž se opírali dříve. Edward Grant píše: „Nejenže se struktura arabského jazyka radikálně lišila od latiny, ale některé arabské verze byly odvozeny z dřívějších syrských překladů, a byly tak dvakrát vzdáleny od původního řeckého textu. Doslovné překlady takových arabských textů mohly vést k zkreslenému čtení. Naproti tomu strukturní blízkost latiny k řečtině umožňovala doslovné, ale srozumitelné doslovné překlady“.
V tomto období se ve velkých evropských městech rozvíjely univerzity a soupeřící duchovní řády v rámci církve začaly bojovat o politickou a intelektuální kontrolu nad těmito centry vzdělanosti. Dva hlavní řády založené v tomto období byli františkáni a dominikáni. Františkáni byli založeni Františkem z Assisi v roce 1209. Jejich vůdčím představitelem byl v polovině století Bonaventura, tradicionalista, který hájil Augustinovu teologii a Platónovu filozofii, přičemž k neoplatonickým prvkům připojil jen něco málo z Aristotela. V návaznosti na Anselma Bonaventura předpokládal, že rozum může objevit pravdu pouze tehdy, je-li filosofie osvícena náboženskou vírou. Dalšími významnými františkánskými scholastiky byli Duns Scotus, Petr Auriol a Vilém z Ockhamu.

#### Tomismus
Další informace: Tomismus, Tomáš Akvinský a Summa theologiae

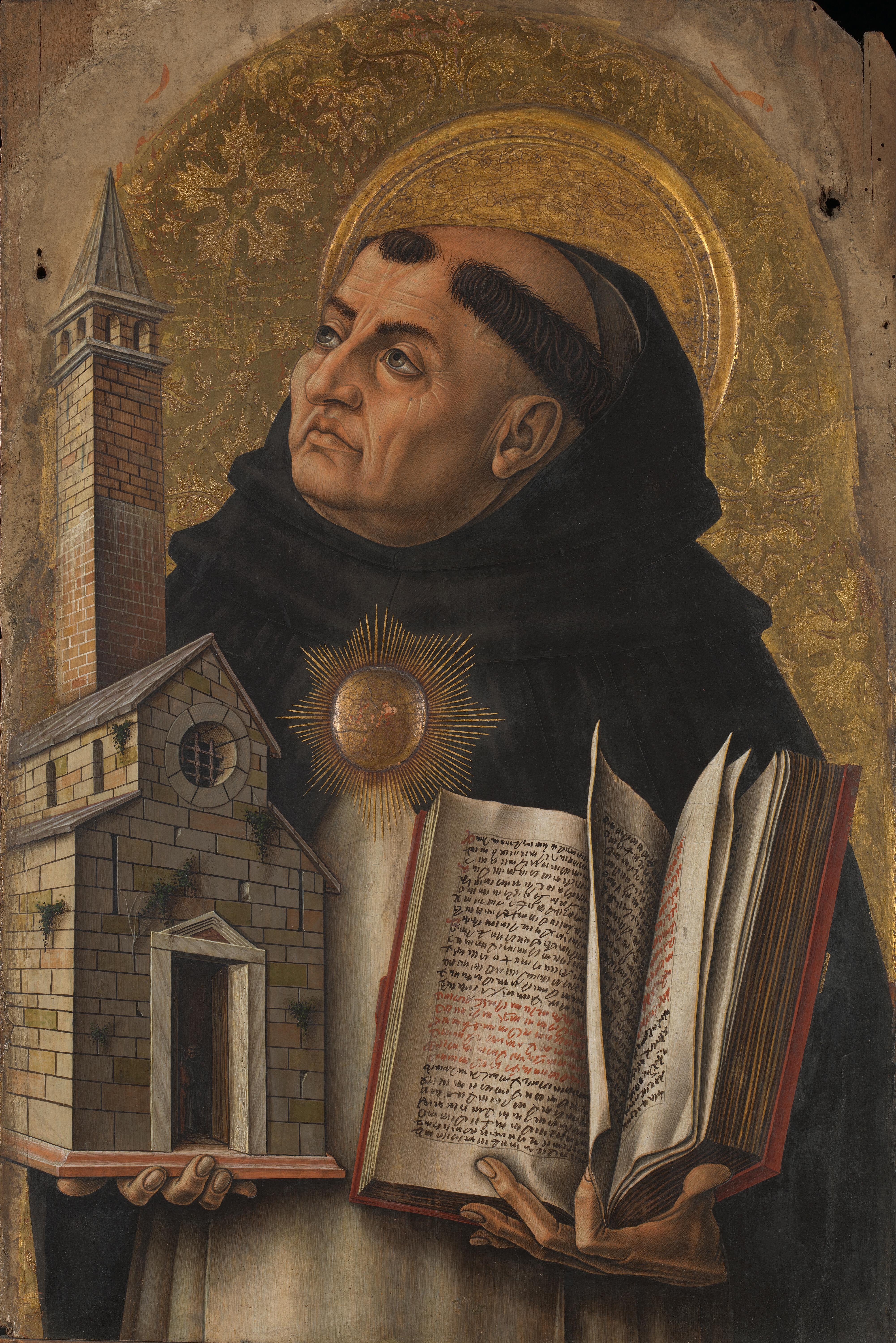
Ve 13. století se svatý Tomáš Akvinský snažil smířit aristotelskou filozofii s augustinovskou teologií a při studiu metafyziky, morální filozofie a náboženství používal jak rozum, tak víru. Akvinský sice přijímal existenci Boha na základě víry, ale na podporu této víry nabídl pět důkazů Boží existence.

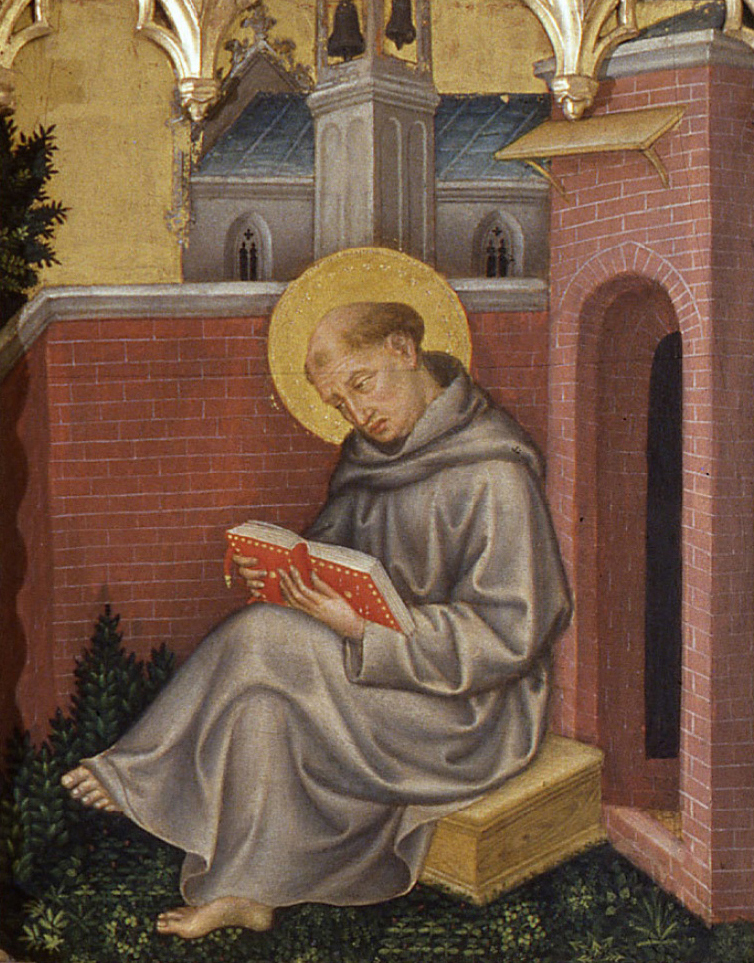
Detail z polyptychu Valle Romita od Gentile da Fabriano (kolem roku 1400) zobrazující Tomáše Akvinského

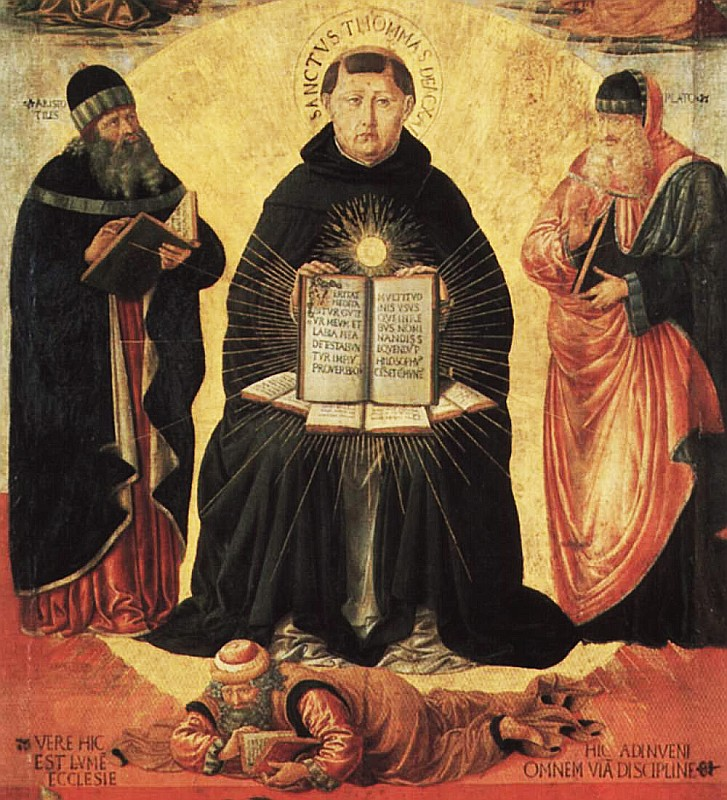
Detail z obrazu Triumf svatého Tomáše Akvinského nad Averroesem od Benozza Gozzoliho (1420–1497)

Svatý Tomáš Akvinský, italský dominikánský řeholník, filozof a kněz, měl obrovský vliv na tradici scholastiky, v jejímž rámci je znám také jako Doctor Angelicus a Doctor Communis.
Akvinský zdůrazňuje, že „o synderesi se říká, že je zákonem naší mysli, protože je to zvyk obsahující příkazy přirozeného zákona, které jsou prvními zásadami lidského jednání.“
Podle Tomáše Akvinského „...jsou všechny ctnostné skutky předepsány přirozeným zákonem, neboť rozum každého člověka mu přirozeně velí jednat ctnostně. Mluvíme-li však o ctnostných úkonech, posuzovaných samy o sobě, tj. v jejich vlastních druzích, nejsou všechny ctnostné úkony předepsány přirozeným zákonem, neboť se ctnostně koná mnoho věcí, k nimž přirozenost zprvu nesměřuje, ale které byly díky zkoumání rozumu lidmi shledány jako přispívající k dobrému životu.“ (srov. Musíme tedy určit, zda mluvíme o ctnostných činech jako o činech pod aspektem ctnostných, nebo jako o činech v jejich druhu.
Tomáš definoval čtyři hlavní ctnosti jako moudrost, mírnost, spravedlnost a statečnost. Kardinální ctnosti jsou přirozené a zjevené v přírodě a jsou závazné pro každého. Existují však tři teologické ctnosti: víra, naděje a láska. Tomáš také popisuje ctnosti jako nedokonalé (neúplné) a dokonalé (úplné). Dokonalá ctnost je každá ctnost s láskou, která doplňuje kardinální ctnost. Nekřesťan může projevovat odvahu, ale byla by to odvaha se střídmostí. Křesťan by projevoval odvahu s láskou. Ty jsou do jisté míry nadpřirozené a od ostatních ctností se liší svým předmětem, totiž Bohem:
Předmětem teologických ctností je sám Bůh, který je posledním cílem všeho, neboť přesahuje poznání našeho rozumu. Naproti tomu předmětem intelektuálních a morálních ctností je něco, co je lidskému rozumu pochopitelné. Proto se teologické ctnosti specificky liší od ctností morálních a intelektuálních.
Tomáš Akvinský napsal: „[Chamtivost] je hřích proti Bohu, stejně jako všechny smrtelné hříchy, nakolik člověk zavrhuje věci věčné kvůli věcem časným.“
Akvinský také přispěl k ekonomickému myšlení jako aspektu etiky a spravedlnosti. Zabýval se pojmem spravedlivé ceny, obvykle její tržní ceny nebo regulované ceny, která postačuje k pokrytí výrobních nákladů prodávajícího. Tvrdil, že je nemorální, aby prodávající zvyšovali své ceny jen proto, že kupující naléhavě potřebují nějaký výrobek.
Akvinský později svůj argument rozšířil na odpor proti jakýmkoli nekalým výdělkům v obchodě a založil jej na zlatém pravidle. Křesťan by měl „činit druhým to, co chceš, aby činili tobě“, což znamená, že by měl směňovat hodnotu za hodnotu. Akvinský se domníval, že je výslovně nemorální zvyšovat ceny proto, že konkrétní kupující naléhavě potřebuje to, co se prodává, a může být přesvědčen, aby zaplatil vyšší cenu kvůli místním podmínkám:
Pokud by někomu velmi pomohlo něco, co patří někomu jinému, a prodávající by nebyl podobně poškozen tím, že by o to přišel, nesmí prodávající prodávat za vyšší cenu: protože užitečnost, která připadá kupujícímu, nepochází od prodávajícího, ale od potřebného stavu kupujícího: nikdo by neměl prodávat něco, co mu nepatří.
– Summa theologiae, 2–2, q. 77, art. 1
Akvinský by proto odsoudil takové praktiky, jako je zdražování stavebních potřeb po přírodní katastrofě. Zvýšená poptávka způsobená zničením stávajících budov nezvyšuje náklady prodávajícího, takže zneužití zvýšené ochoty kupujících platit představuje podle Akvinského druh podvodu.

#### Pět cest

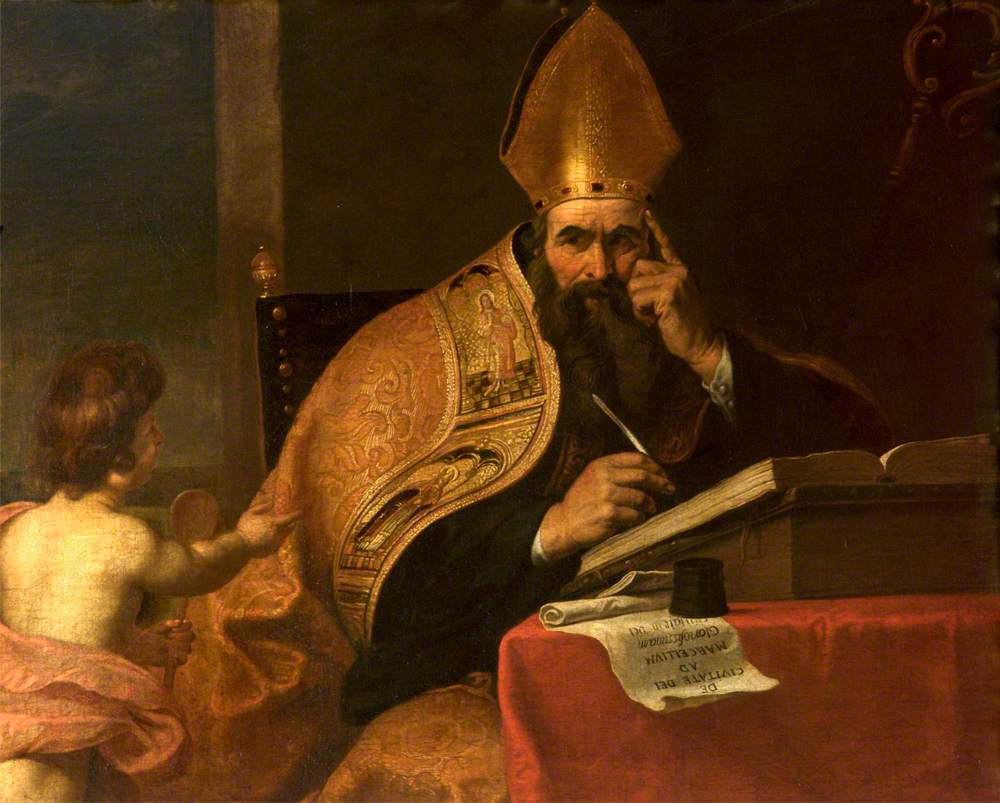
Svatý Augustin z Hippo od Gerarda Segherse (připisováno)

Další informace: Pět cest (Akvinský)
Tomáš věřil, že existence Boha je samozřejmá sama o sobě, ale ne pro nás. „Proto říkám, že tato věta ,Bůh existujeʻ je sama o sobě samozřejmá, neboť predikát je stejný jako subjekt... Protože však neznáme Boží podstatu, není pro nás tato propozice samozřejmá, nýbrž je třeba ji dokazovat na věcech, které jsou nám známější, i když svou podstatou méně známé – totiž na účincích.“
Tomáš věřil, že existenci Boha lze dokázat. Stručně v Summa theologiae a obšírněji v Summa contra Gentiles se podrobně zabýval pěti argumenty pro existenci Boha, obecně známými jako quinque viae (Pět cest).
Podrobný rozbor pěti důkazů najdete v části Existence Boha.
Původní text pěti důkazů viz Quinque viae.
1. Pohyb: Některé věci se nepochybně pohybují, ačkoli nemohou způsobit svůj vlastní pohyb. Protože, jak věřil Tomáš, nemůže existovat nekonečný řetězec příčin pohybu, musí existovat První hybatel, který není pohybován ničím jiným, a tím všichni rozumějí Boha.
2. Příčinná souvislost: Stejně jako v případě pohybu nemůže nic způsobit samo sebe a nekonečný řetězec příčin je nemožný, takže musí existovat První příčina, nazývaná Bůh.
3. Existence nutného a nepotřebného: Naše zkušenost zahrnuje věci jistě existující, ale zdánlivě nepotřebné. Ne všechno může být zbytečné, protože pak by kdysi nic nebylo a stále by nic nebylo. Proto jsme nuceni předpokládat něco, co existuje nutně, přičemž tuto nutnost má pouze samo ze sebe; je vlastně samo příčinou existence jiných věcí.
4. Stupňování: Musí existovat superlativ, který je nejpravdivější a nejušlechtilejší, a tedy nejplněji existující. Tomu tedy říkáme Bůh.
5. Uspořádané sklony přírody: U všech těles, která se řídí přírodními zákony, je patrné směřování činnosti k cíli. Cokoli bez vědomí směřuje k cíli pod vedením toho, kdo si je vědom. Tomu tedy říkáme Bůh.[84]

Pokud jde o Boží přirozenost, Tomáš se domníval, že nejlepším přístupem, běžně nazývaným via negativa, je uvažovat o tom, co Bůh není. To ho vedlo k návrhu pěti výroků o božských vlastnostech:
1. Bůh je jednoduchý, bez složených částí, jako je tělo a duše nebo hmota a forma.[85]
2. Bůh je dokonalý, nic mu nechybí. To znamená, že Bůh se odlišuje od ostatních bytostí díky své úplné přirozenosti.[86] Tomáš definoval Boha jako Ipse Actus Essendi subsistens, trvalý akt bytí.[87]
3. Bůh je nekonečný. To znamená, že Bůh není konečný v tom smyslu, v jakém jsou stvořené bytosti omezené fyzicky, intelektuálně a emocionálně. Tuto nekonečnost je třeba odlišovat od nekonečnosti velikosti a nekonečnosti počtu.[88]
4. Bůh je neměnný, nemůže se měnit na úrovni Boží podstaty a povahy.[89]
5. Bůh je jeden, bez rozrůznění uvnitř Božího já. Jednota Boha je taková, že Boží podstata je totožná s Boží existencí. Tomášovými slovy: „Sama o sobě je věta ,Bůh existujeʻ nutně pravdivá, neboť v ní subjekt a predikát jsou totéž“.[90]

#### Dopad
Akvinský posunul scholastiku od neoplatonismu k Aristotelovi. Následná myšlenková škola je díky svému vlivu na latinské křesťanství a etiku katolické školy jednou z nejvlivnějších filozofií všech dob, významnou i díky počtu lidí, kteří se jejím učením řídí.
V oblasti teologie je jeho Summa Theologica jedním z nejvlivnějších dokumentů středověké teologie a až do 20. století byla ústředním referenčním bodem pro filozofii a teologii latinského křesťanství. V encyklice Doctoris Angelici z roku 1914 papež Pius X. upozornil, že učení katolické církve nelze pochopit bez základních filozofických východisek Akvinského hlavních tezí:
Hlavní teze ve filozofii svatého Tomáše nelze řadit do kategorie názorů, o nichž lze tak či onak diskutovat, ale je třeba je považovat za základy, na nichž stojí celá věda o přírodních a Božských věcech; pokud jsou tyto principy jednou odstraněny nebo jakkoli oslabeny, musí z toho nutně vyplývat, že studenti posvátných věd nakonec nepochopí ani tolik jako význam slov, v nichž jsou dogmata Božího zjevení předkládána církevním magisteriem.
Druhý vatikánský koncil označil Akvinského systém jako „věčnou filozofii“.

#### Actus purus
Další informace: Palamismus, Hesychastická kontroverze, Hésychasmus, Barlaam z Kalábrie a Rozdíl mezi esencí a energií
Actus purus je absolutní dokonalost Boha. Podle scholastiky mají stvořené bytosti potencialitu – tedy nikoliv skutečnost, nedokonalost i dokonalost. Pouze Bůh je současně vším, čím může být, nekonečně skutečný a nekonečně dokonalý: „Jsem, který jsem“ – Ex 3, 14 (Kral, ČEP). Jeho atributy neboli jeho působení jsou skutečně totožné s jeho podstatou (esencí) a jeho podstata vyžaduje jeho existenci.

#### Chybějící rozlišení esence a energie
Později východní pravoslavný asketa a soluňský arcibiskup Řehoř Palamas obhajoval hesychastickou spiritualitu, nestvořenou povahu světla Proměnění a rozdíl mezi Boží podstatou a energiemi. Jeho učení se rozvíjelo v průběhu tří velkých sporů: (1) s italo-řeckým Barlaamem v letech 1336–1341, (2) s mnichem Řehořem Akindynosem v letech 1341–1347 a (3) s filosofem Gregorasem v letech 1348–1355. Jeho teologické příspěvky se někdy označují jako palamismus a jeho následovníci jako palamité.
Latinské křesťanství historicky spíše odmítalo palamismus, zejména rozlišení podstaty a energií, a někdy jej označovalo za heretické zavedení nepřijatelného rozdělení Trojice a naznačující polyteismus. Dále byla související praxe hesychasmu používaná k dosažení theosis označována za „magii“. Ve 20. století někteří římskokatoličtí myslitelé zaujali k Palamasovu učení, včetně rozlišení podstaty a energie, pozitivní postoj, když tvrdili, že nepředstavuje nepřekonatelné teologické rozdělení mezi římským katolicismem a východním pravoslavím, a jeho svátek jako světce slaví některé byzantské katolické církve ve společenství s Římem.
Podle Martina Jugieho, který dodává, že odmítání palamismu Západem a těmi, kdo na Východě upřednostňovali unii se Západem („Latinophrones“), ve skutečnosti přispělo k jeho přijetí na Východě: „Velmi brzy se latinismus a antipalamismus v myslích mnohých začaly považovat za jednu a tutéž věc“.

### Filioque
Další informace: Dějiny sporu o filioque

Schéma zobrazení Nejsvětější Trojice neboli Scutum Fidei v tradiční středověké západní křesťanské symbolice, kterou tvoří Bůh Otec (lat. PATER), Bůh Syn (Ježíš) (FILIUS) a Bůh Duch svatý (SPIRITUS SANCTUS); NON EST = není, EST = je; DEUS = Bůh

Filioque je latinský termín přidaný k původnímu Nicejskému vyznání víry, který byl předmětem velkých sporů mezi východním a západním křesťanstvím. V původním textu Vyznání víry, připisovaném prvnímu konstantinopolskému koncilu (381), druhému ekumenickému koncilu, který říká, že Duch svatý vychází „z Otce“, se nenachází, a to bez jakýchkoli dodatků, jako například „i Syna“ nebo „sám“.
Poprvé se výraz Filioque objevuje jako protiariánská interpolace ve vyznání víry na třetím toledském koncilu (589), na kterém se vizigótské Španělsko zřeklo ariánství a přijalo katolické křesťanství. Dodatek byl potvrzen na následujících místních koncilech v Toledu a brzy se rozšířil po celém Západě, nejen ve Španělsku, ale také v království Franků, kteří přijali katolickou víru v roce 496, a v Anglii, kde jej v roce 680 zavedl Hatfieldský koncil jako reakci na monotheletismus. V Římě však přijat nebyl.
Na konci 6. století některé latinské církve přidaly k popisu průvodu Ducha svatého slova „a ze Syna“ (Filioque), což mnozí východní pravoslavní křesťané v pozdější době považovali za porušení VII. kánonu Efezského koncilu, protože tato slova do textu nezařadil ani první nicejský, ani konstantinopolský koncil, což bylo v roce 1014 začleněno do liturgické praxe Říma, ale východní křesťanství to odmítlo.
To, zda je v něm zahrnut termín Filioque, a také to, jak je překládán a chápán, může mít důležité důsledky pro chápání učení o Nejsvětější Trojici, které je pro většinu křesťanských církví klíčové. Pro některé tento termín znamená vážné podcenění role Boha Otce v Nejsvětější Trojici; pro jiné popření toho, co vyjadřuje, znamená vážné podcenění role Boha Syna v Nejsvětější Trojici.
Výraz Filioque je součástí Vyznání víry v celém latinském ritu s výjimkou případů, kdy se v liturgii používá řečtina, ačkoli východní katolické církve jej nikdy nepřijaly.

### Očistec
Další informace: Historie očistce a Církev bojující, kajícná a vítězná

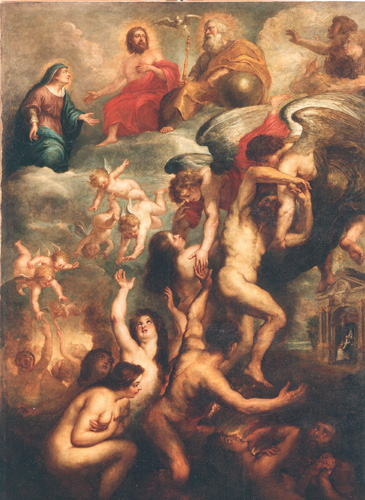
Dojmy z očistce, Peter Paul Rubens

Snad nejzvláštnějším učením latinského křesťanství je očistec, o němž latinské křesťanství tvrdí, že „všichni, kdo umírají v Boží milosti a přátelství, ale ještě nedokonale očištěni“, procházejí očistným procesem, který katolická církev nazývá očistcem, „aby dosáhli svatosti nezbytné pro vstup do nebeské radosti“. Tuto nauku formulovala s odkazem na biblické verše, které hovoří o očistném ohni – 1Kor 3, 15 (Kral, ČEP) a 1Petr 1, 7 (Kral, ČEP), a na Ježíšovu zmínku o odpuštění v budoucím věku – Mt 12, 32 (Kral, ČEP). Své učení zakládá také na praxi modliteb za mrtvé, která se v církvi používá od počátku jejího vzniku a která je zmíněna ještě dříve v 2 Mak 12,46.
Myšlenka očistce má kořeny sahající až do starověku. Jakýsi protoočistec zvaný „nebeský Hádes“ se objevuje ve spisech Platóna a Herakleida Pontského a u mnoha dalších pohanských autorů. Toto pojetí se odlišuje od Hádu v podsvětí, který je popsán v dílech Homéra a Hésioda. Nebeský Hádes byl naproti tomu chápán jako přechodné místo, kde duše po smrti tráví blíže neurčenou dobu, než se buď přesunou na vyšší úroveň existence, nebo se reinkarnují zpět na zem. Jeho přesná poloha se u jednotlivých autorů lišila. Héraklides z Pontu se domníval, že se nachází v Mléčné dráze; akademici, stoikové, Cicero, Vergilius, Plútarchos, hermetické spisy jej umísťovali mezi Měsíc a Zemi nebo kolem Měsíce; zatímco Numenius a latinští neoplatonici se domnívali, že se nachází mezi sférou stálých hvězd a Zemí.
Snad pod vlivem helénistického myšlení se v posledních staletích před Kristem do židovského náboženského myšlení dostal mezistav. V Makabejských knihách nacházíme praxi modliteb za mrtvé s ohledem na jejich očistu po životě, což je praxe přijímaná některými křesťany. Stejná praxe se objevuje i v jiných tradicích, např. ve středověké čínské buddhistické praxi přinášení obětí za mrtvé, kteří prý trpí četnými zkouškami. Západní katolické učení o očistci vychází mimo jiné z předkřesťanské (judaistické) praxe modliteb za zemřelé.

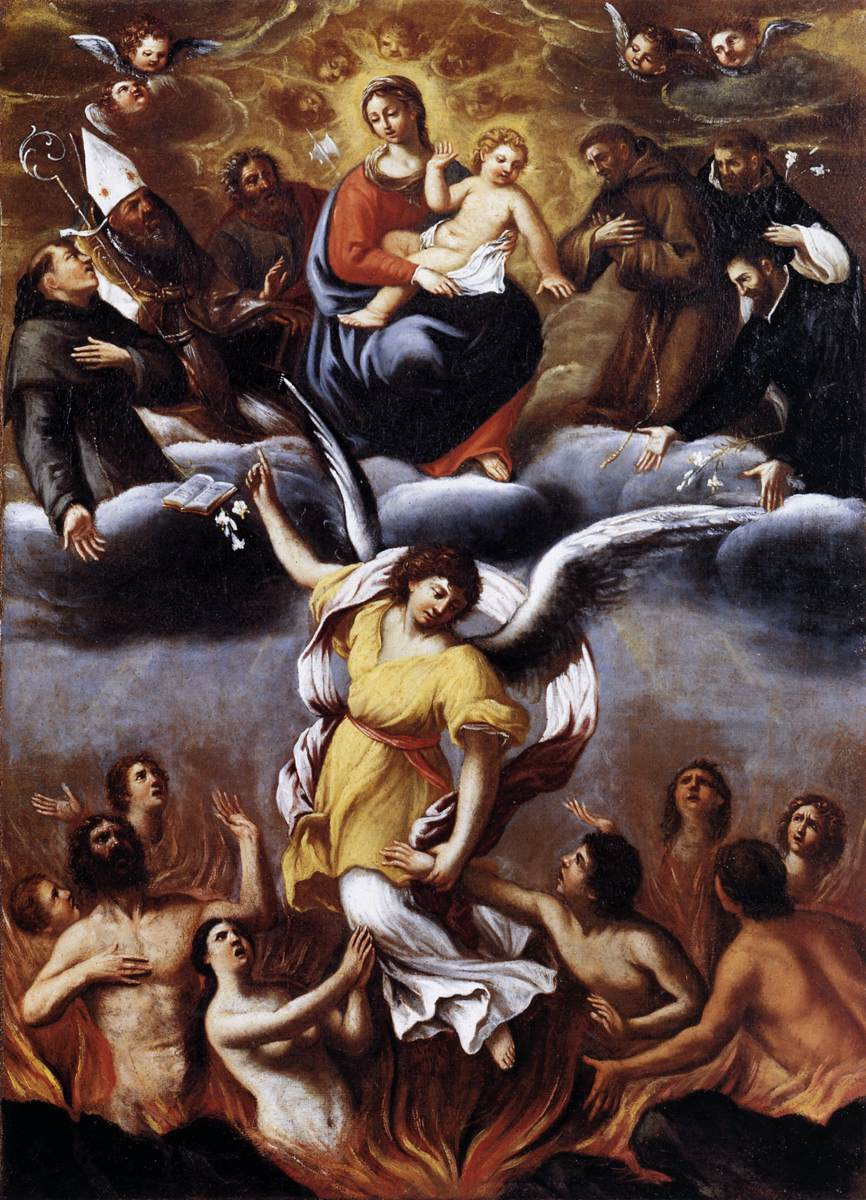
Obraz ohnivého očistce od Ludovica Carracciho

Konkrétní příklady víry v posmrtné očištění a společenství živých s mrtvými prostřednictvím modlitby lze nalézt u mnoha církevních otců. Irenej (asi 130–202) se zmiňuje o příbytku, kde duše zemřelých zůstávají až do všeobecného soudu, což je proces, který je popisován jako proces, který „obsahuje pojem ... očistce“. Jak Klement Alexandrijský (asi 150–215), tak jeho žák Origenes Alexandrijský (asi 185–254) rozvinuli pohled na očišťování po smrti; tento pohled čerpal z představy, že oheň je božím nástrojem ze Starého zákona, a chápal ji v kontextu novozákonního učení, jako je křest ohněm z evangelií a očistný proces po smrti ze sv. Pavla. Origenes v argumentaci proti spánku duší uvedl, že duše vyvolených okamžitě vstupují do ráje, pokud ještě nejsou očištěny, v takovém případě přecházejí do stavu trestu, trestného ohně, který je třeba chápat jako místo očisty. Pro Klementa i Origena nebyl oheň ani hmotnou věcí, ani metaforou, ale „duchovním ohněm“. Také raný latinský autor Tertulián (asi 160–225) formuloval názor na očišťování po smrti. V Tertuliánově pojetí posmrtného života vstupovaly duše mučedníků přímo do věčné blaženosti, zatímco ostatní vstupovali do obecné říše mrtvých. Tam zlí trpěli předtuchou svých věčných trestů, zatímco dobří prožívali různé stupně a místa blaženosti, v nichž se „zcela jasně objevuje představa jakéhosi očistce ...“, představa, která je reprezentantem názoru široce rozšířeného ve starověku. Mezi pozdější příklady, v nichž jsou formulovány další rozpracování, patří mimo jiné svatý Cyprián (zemř. 258), svatý Jan Zlatoústý (asi 347–407) a svatý Augustin (354–430).
Dialogy papeže Řehoře Velikého, napsané koncem 6. století, dokládají vývoj v chápání posmrtného života, který je charakteristický pro směr, jímž se bude latinské křesťanstvo ubírat:
Pokud jde o některé menší viny, musíme věřit, že před posledním soudem dojde k očistnému ohni. Ten, který je pravda, říká, že kdo se rouhá Duchu svatému, nebude omilostněn ani v tomto věku, ani v budoucím. Z této věty vyplývá, že určitá provinění mohou být odpuštěna v tomto věku, ale určitá jiná ve věku budoucím.

#### Spekulace a představy o očistci

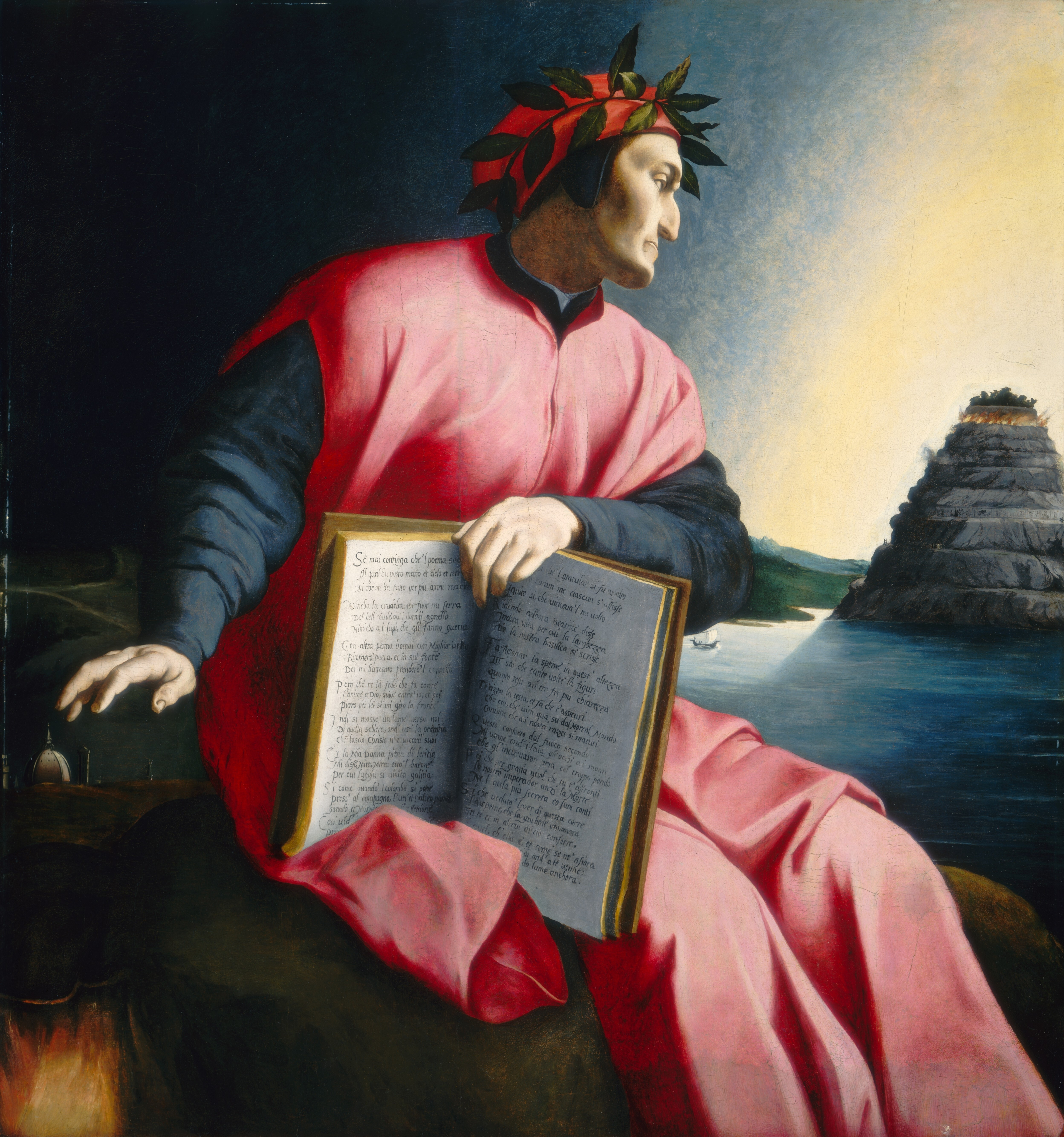
Na tomto obraze ze 16. století se Dante dívá na očistec (zobrazený jako hora)

Někteří katoličtí světci a teologové měli někdy protichůdné představy o očistci, než jaké přijala katolická církev, a odráželi nebo přispívali k lidové představě, která zahrnuje představu očišťování skutečným ohněm na přesně určeném místě a po přesně stanovenou dobu. Paul J. Griffiths poznamenává: „Nejnovější katolické myšlení o očistci obvykle zachovává podstatné prvky základní nauky a zároveň nabízí spekulativní interpretace těchto prvků z druhé ruky.“ Joseph Ratzinger proto napsal: „Očistec není, jak se domníval Tertulián, jakýsi nadpozemský koncentrační tábor, kde je člověk nucen podstoupit více či méně svévolný trest. Je to spíše vnitřně nutný proces proměny, v němž se člověk stává schopným Krista, schopným Boha, a tedy schopným jednoty s celým společenstvím svatých“.
John E. Thiel v Theological Studies tvrdí, že „očistec od II. vatikánského koncilu prakticky zmizel z katolické víry a praxe“, protože byl založen na „konkurenční spiritualitě, která od pozdního středověku tíhla k řeholnímu povolání asketů“. „Zrod očistce vyjednal eschatologickou úzkost laiků. [...] Podobným způsobem jako celoživotní prodloužení časového soutěžního pole askety s mučedníkem prodlužovala víra v očistec časové soutěžní pole laika s asketou“.
Spekulace a lidové představy, které byly zejména v pozdním středověku běžné v západní nebo latinské církvi, nemusely nutně najít pochopení ve východních katolických církvích, kterých je 23 v plném společenství s papežem. Některé z nich výslovně odmítly představy o trestu ohněm na určitém místě, které jsou výrazné v lidovém obrazu očistce. Zástupci východní pravoslavné církve na florentském koncilu se proti těmto představám ohradili, přičemž prohlásili, že zastávají názor, že po smrti dochází k očišťování duší spasených a že jim pomáhají modlitby živých: „Jestliže duše odcházejí z tohoto života ve víře a lásce, ale jsou poznamenány nějakými poskvrnami, ať už neodčiněnými menšími, nebo většími, kterých litují, ale které ještě nepřinesly plody pokání, věříme, že v rámci rozumu jsou od těchto vin očištěny, ale ne nějakým očistným ohněm a zvláštními tresty na nějakém místě.“ Definice očistce přijatá tímto koncilem vyloučila obě pojetí, s nimiž pravoslavní nesouhlasili, a zmínila pouze dva body, které podle nich byly také součástí jejich víry. V souladu s tím se v dohodě, známé jako Brestská unie, která formalizovala přijetí ukrajinské řeckokatolické církve do plného společenství římskokatolické církve, uvádělo: „Nebudeme diskutovat o očistci, ale svěřujeme se učení Církve svaté“.

### Marie Magdaléna z Betánie
Další informace: Maria z Betánie a středověká západní identifikace s Marií Magdalenou
Viz též: Marie Magdalena

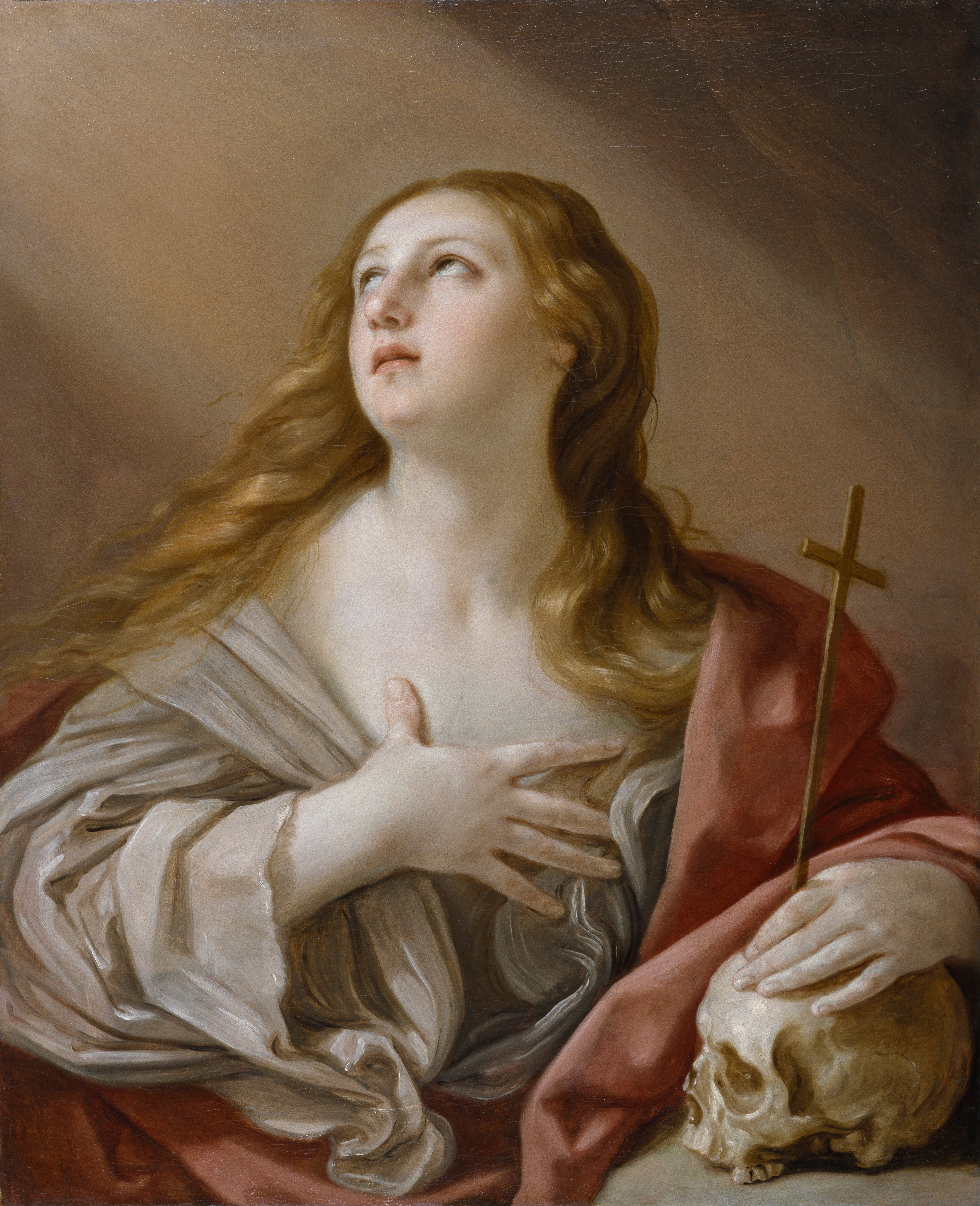
Kajícnice Magdalena od Guida Reniho

Ve středověké západní tradici byla Marie z Betánie, Lazarova sestra, ztotožněna s Marií Magdalenou, a to z velké části kvůli kázání papeže Řehoře Velikého, v němž učil o několika ženách z Nového zákona, jako by šlo o tutéž osobu. To vedlo k záměně Marie z Betánie s Marií Magdalskou a také s další ženou (kromě Marie z Betánie, která Ježíše pomazala), ženou přistiženou při cizoložství. Východní křesťanství toto ztotožnění nikdy nepřijalo. Hugh Pope ve svém článku v Catholic Encyclopedia z roku 1910 uvedl: „Řečtí otcové jako celek rozlišují tři osoby: ,hříšniciʻ z Lk 7, 36 (Kral, ČEP); sestru Marty a Lazara, Lk 10, 38 (Kral, ČEP) a J 11 (Kral, ČEP); a Marii Magdalénu“.
Francouzský badatel Victor Saxer datuje identifikaci Máří Magdalény jako prostitutky a jako Marie z Betánie do kázání papeže Řehoře Velikého z 21. září 591 n. l., kde zřejmě spojil jednání tří žen zmíněných v Novém zákoně a také identifikoval nejmenovanou ženu jako Máří Magdalénu. V jiném kázání Řehoř výslovně identifikoval Máří Magdalénu jako sestru Marty zmíněnou v Lukášově evangeliu 10. Podle názoru, který vyjádřila teoložka Jane Schabergová, však Řehoř pouze dotvořil legendu, která existovala již před ním.
Ztotožnění Marie Magdalény a Marie z Betánie se v latinském křesťanství odráželo v uspořádání Všeobecného římského kalendáře až do jeho změny v roce 1969, která odrážela skutečnost, že do té doby byl v katolické církvi běžný výklad, že Marie z Betánie, Marie Magdaléna a hříšná žena, která pomazala Ježíšovi nohy, jsou tři různé ženy.

### Prvotní hřích
Další informace: Prvotní hřích
Viz též: Hamartologie
Katechismus katolické církve říká:
Adam jako první člověk ztratil následkem svého hříchu prvotní svatost a spravedlnost, které dostal od Boha nejen pro sebe, nýbrž pro všechny lidské bytosti.
Adam a Eva předali svému potomstvu lidskou přirozenost poradněnou jejich prvním hříchem, a tedy zbavenou prvotní svatosti a spravedlnosti. Tato ztráta se nazývá „prvotní hřích“.
Následkem prvotního hříchu je lidská přirozenost oslabení ve svých silách, podléhá nevědomosti, utrpení, vládě smrti a je nakloněna ke hříchu (tento sklon se nazývá „žádostivost“).

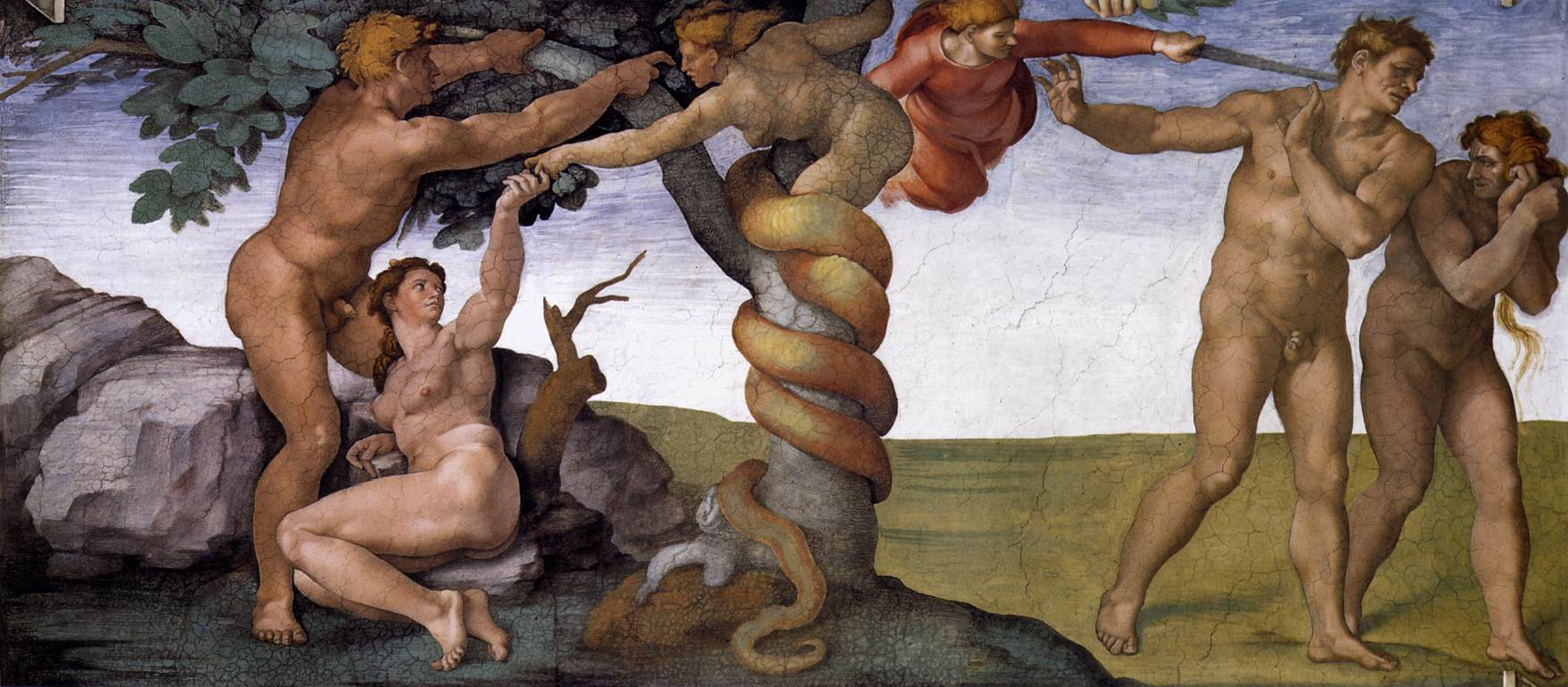
Michelangelova malba hříchu Adama a Evy na stropě Sixtinské kaple

Poprvé se o pojmu prvotního hříchu zmínil ve 2. století svatý Irenej, biskup z Lyonu, ve své polemice s některými dualistickými gnostiky. Také další církevní otcové, jako například Augustin, tuto nauku formovali a rozvíjeli, přičemž ji považovali za založenou na novozákonním učení apoštola Pavla – Řím 5, 12 (Kral, ČEP) a 1Kor 12, 21 (Kral, ČEP) a starozákonním verši Žalmu – Ž 51, 5 (Kral, ČEP). Podle něj je prvotní hřích „hříchem“. Tertulián, Cyprián, Ambrož a Ambrosiaster se domnívali, že lidstvo má podíl na Adamově hříchu, který se přenáší lidským pokolením. Augustinova formulace prvotního hříchu byla po roce 412 n. l. oblíbená mezi protestantskými reformátory, jako byli Martin Luther a Jan Kalvín, kteří ztotožňovali prvotní hřích s konkupiscencí (neboli „zraňující žádostivostí“) a tvrdili, že přetrvává i po křtu a zcela ničí svobodu konat dobro. Před rokem 412 Augustin tvrdil, že svobodná vůle je prvotním hříchem oslabena, ale nikoli zničena. Po roce 412 se to však změnilo na ztrátu svobodné vůle s výjimkou hříchu. Moderní augustiniánský kalvinismus zastává tento pozdější názor. Jansenistické hnutí, které katolická církev prohlásila za heretické, také tvrdilo, že prvotní hřích ničí svobodu vůle, naopak západní katolická církev prohlašuje: „Křest tím, že předává život Kristovy milosti, vymazává prvotní hřích a obrací člověka zpět k Bohu, ale následky pro přirozenost, oslabenou a nakloněnou ke zlu, v člověku přetrvávají a vyzývají ho k duchovnímu boji.“ „Oslabená a zmenšená Adamovým pádem, svobodná vůle přesto není v lidském rodě zničena.“
Svatý Anselm říká: „Adamův hřích byl jedna věc, ale hřích dětí při jejich narození je něco zcela jiného, první byl příčinou, druhý je následkem." U dítěte je prvotní hřích odlišný od Adamovy viny, je jedním z jejích následků. Účinky Adamova hříchu podle Katolické encyklopedie jsou následující:
1. Smrt a utrpení: „Jeden člověk přenesl na celý lidský rod nejen smrt těla, která je trestem za hřích, ale i samotný hřích, který je smrtí duše.“
2. Konkupiscence neboli sklon k hříchu. Křest vymazává prvotní hřích, ale sklon k hříchu zůstává.
3. Absence posvěcující milosti u novorozeného dítěte je také důsledkem prvotního hříchu, neboť Adam, který od Boha přijal svatost a spravedlnost, ji ztratil nejen pro sebe, ale i pro nás. Křest uděluje prvotní posvěcující milost, ztracenou Adamovým hříchem, a tím odstraňuje prvotní hřích i jakýkoli osobní hřích.[154]

Východní katolíci a východní křesťanství obecně nemají stejnou teologii pádu a prvotního hříchu jako latinští katolíci. Od II. vatikánského koncilu však došlo v katolickém myšlení k vývoji. Někteří varují před příliš doslovným chápáním 3. kapitoly Genesis – Gn 3 (Kral, ČEP). Berou v úvahu, že „Bůh měl na mysli církev ještě před založením světa“ (jako v Ef 1, 4 (Kral, ČEP)), stejně jako v 2Tm 1, 9 (Kral, ČEP): „... svůj vlastní záměr a milost, která nám byla dána v Kristu Ježíši před počátkem světa.“ A papež Benedikt XVI. ve své knize Na počátku... označil termín „prvotní hřích“ za „zavádějící a nepřesný“. Benedikt XVI. nevyžaduje doslovný výklad Genesis, původu či zla, ale píše: „Jak to bylo možné, jak se to stalo? To zůstává nejasné. ... Zlo zůstává tajemné. Bylo představeno ve velkých obrazech, jako je tomu ve 3. kapitole knihy Genesis, s vizí dvou stromů, hada a hříšného člověka“.

### Neposkvrněné početí

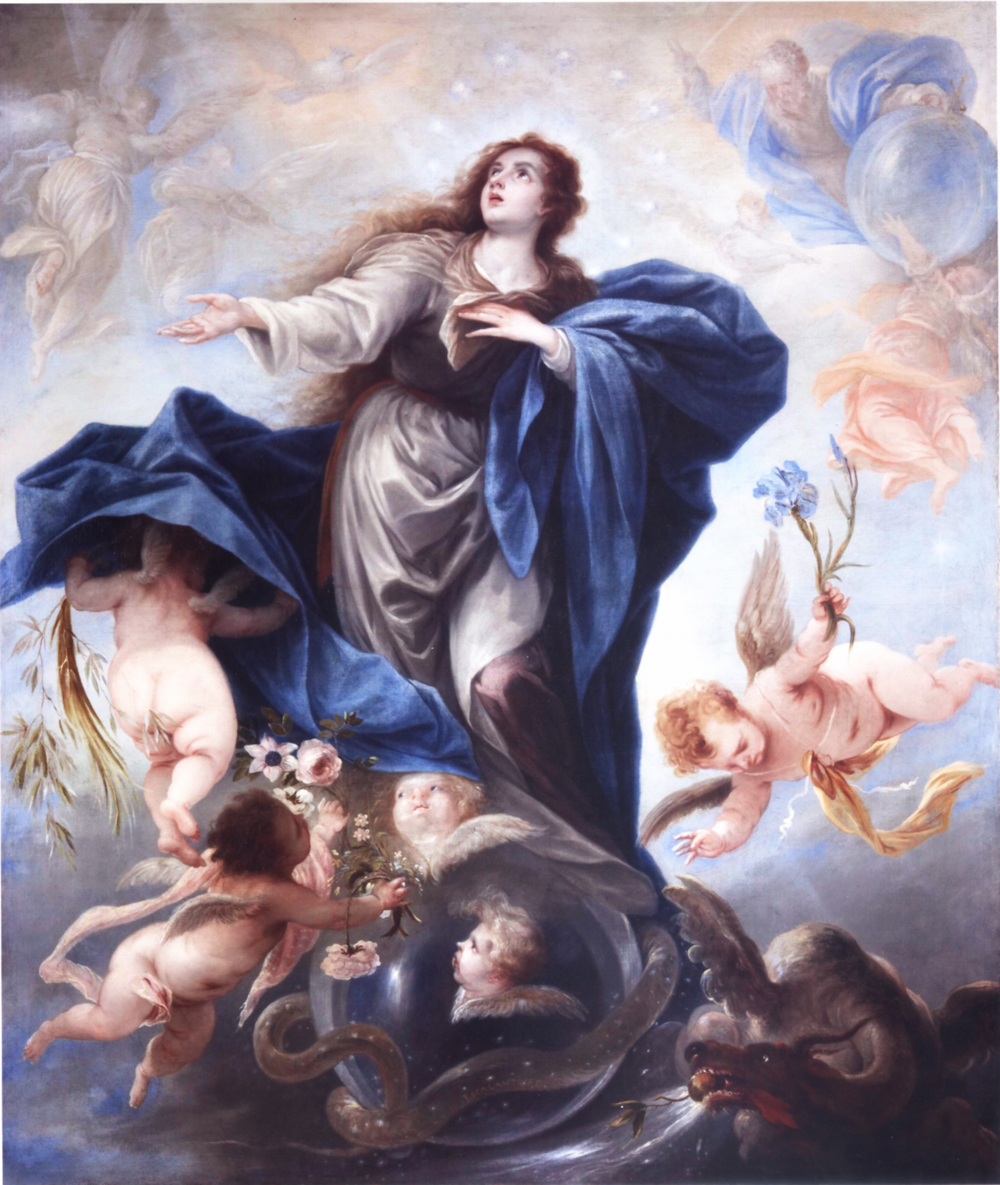
Inmaculada Concepción od Juana Antonia de Frías y Escalanteho

Neposkvrněné početí je početí Panny Marie bez prvotního hříchu díky zásluhám jejího syna Ježíše. Ačkoli tato víra byla rozšířena již od pozdní antiky, v katolické církvi byla dogmaticky definována až v roce 1854, kdy ji papež Pius IX. vyhlásil ex cathedra, tj. s využitím papežské neomylnosti, ve své papežské bule Ineffabilis Deus.
Připouští se, že doktrína, jak ji definoval Pius IX., nebyla výslovně zaznamenána před 12. stoletím. Souhlasí se také s tím, že „z Písma svatého nelze předložit žádný přímý nebo kategorický a přísný důkaz dogmatu.“ Tvrdí se však, že učení je implicitně obsaženo v učení Otců. Poukazuje se na to, že jejich vyjádření na téma Mariiny bezhříšnosti jsou tak rozsáhlá a absolutní, že je třeba je považovat za zahrnující prvotní i skutečný hřích. V prvních pěti stoletích se tak na ni vztahují takové epitety jako „v každém ohledu svatá“, „ve všem neposkvrněná“, „supernevinná“ a „jedinečně svatá“; je přirovnávána k Evě před pádem jako praotec vykoupeného lidu; je „zemí, než byla prokleta“. Lze uvést známá slova svatého Augustina (zemř. 430): „Pokud jde o matku Boží,“ říká, „nepřipouštím žádnou otázku hříchu.“ Je pravda, že zde mluví přímo o skutečném či osobním hříchu. Ale jeho argumentem je, že všichni lidé jsou hříšníci; že jsou takoví kvůli původní zkaženosti; že tato původní zkaženost může být překonána Boží milostí, a dodává, že neví, ale že Maria mohla mít dostatek milosti, aby překonala hřích „všeho druhu“ (omni ex parte).
Bernard z Clairvaux ve 12. století nastolil otázku Neposkvrněného početí. V některých kostelích na Západě se již začal slavit svátek Početí Panny Marie. Svatý Bernard obviňuje kanovníky metropolitního kostela v Lyonu, že takovou slavnost zavedli bez svolení Svatého stolce. Využívá přitom příležitosti, aby zcela odmítl názor, že Mariino početí bylo bezhříšné, a nazývá jej „novotou“. Někteří však pochybují o tom, zda používal termín „početí“ ve stejném smyslu, v jakém je použit v definici papeže Pia IX. Zdá se, že Bernard mluvil o početí v aktivním smyslu spolupráce matky, neboť ve své argumentaci říká: „Jak může být absence hříchu tam, kde je konkupiscence (libido)?“ a následují silnější výrazy, které by se daly interpretovat tak, že mluvil o matce, a ne o dítěti. Bernard však také odsuzuje ty, kdo svátek podporují, že se snaží „přidat ke slávě Marie“, což dokazuje, že skutečně mluvil o Marii.
Teologické základy Neposkvrněného početí byly ve středověku předmětem diskusí, proti nimž se postavili například dominikán Tomáš Akvinský. Podpůrné argumenty františkánů Viléma z Ware a Pelbarta Ladislava z Temesváru a všeobecné přesvědčení katolíků však učinily toto učení přijatelnějším, takže jej v 15. století podpořil basilejský koncil, ale tridentský koncil tuto otázku obešel stranou. Papež Sixtus IV., františkán, se pokusil situaci uklidnit tím, že zakázal jedné ze stran kritizovat druhou, a v roce 1477 zařadil svátek Neposkvrněného početí do římského kalendáře, ale papež Pius V., dominikán, jej změnil na svátek Početí Panny Marie. Klement XI. učinil svátek v roce 1708 všeobecným, ale stále jej nenazval svátkem Neposkvrněného početí. Lidová a teologická podpora tohoto pojetí stále rostla a v 18. století bylo hojně zobrazováno v umění.

#### Jan Duns Scotus
Viz též: Scotismus a Jan Duns Scotus

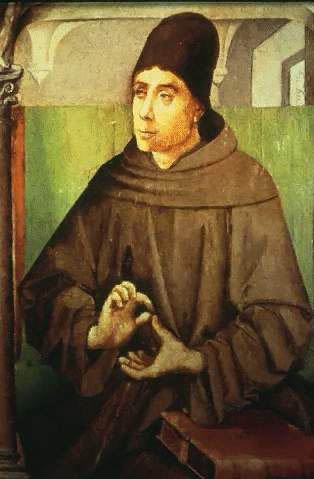
Jan Duns Scotus byl jedním ze scholastických filozofů, kteří nejvíce obhajovali Neposkvrněné početí Panny Marie

Blahoslavený Jan Duns Scotus (zemř. 1308), františkánský řeholník podobně jako svatý Bonaventura, tvrdil, že z rozumového hlediska je jistě stejně málo urážlivé pro Kristovy zásluhy tvrdit, že Maria byla jím uchráněna od veškeré poskvrny hříchu, jako tvrdit, že se jím nejprve nakazila a pak byla osvobozena. Navrhoval řešení teologického problému, jak sladit toto učení s učením o všeobecném vykoupení v Kristu, a tvrdil, že Mariino neposkvrněné početí ji nezbavuje vykoupení Kristem; spíše je výsledkem dokonalejšího vykoupení, které jí bylo uděleno kvůli její zvláštní roli v dějinách spásy.
Scotovy argumenty spolu s lepší znalostí jazyka prvních Otců postupně převládly ve školách západní církve. V roce 1387 pařížská univerzita důrazně odsoudila opačný názor.
Scotovy argumenty však zůstaly kontroverzní, zejména mezi dominikány, kteří byli ochotni oslavovat Mariino sanctificatio (osvobození od hříchu), ale v návaznosti na argumenty dominikána Tomáše Akvinského nadále trvali na tom, že k jejímu posvěcení mohlo dojít až po jejím početí.
Scotus zdůraznil, že Mariino neposkvrněné početí posiluje Ježíšovo vykupitelské dílo.
Scotův argument se objevuje v prohlášení papeže Pia IX. z roku 1854 o dogmatu o neposkvrněném početí: „V prvním okamžiku svého početí byla Maria vzhledem k zásluhám Ježíše Krista uchráněna poskvrny prvotního hříchu.“ Scotův postoj byl oslavován jako „správné vyjádření apoštolské víry“.

#### Dogmaticky definované
Úplně definované dogma o Neposkvrněném početí říká:
Prohlašujeme, prohlašujeme a definujeme, že učení, podle něhož byla nejsvětější Panna Maria v prvním případě svého početí díky zvláštní milosti a výsadě udělené všemohoucím Bohem vzhledem k zásluhám Ježíše Krista, Spasitele lidského rodu, uchráněna veškeré poskvrny prvotního hříchu, je učením zjeveným Bohem, a proto mu mají všichni věřící pevně a trvale věřit.
Declaramus, pronuntiamus et definimus doctrinam, quae tenet, beatissimam Virginem Mariam in primo instanti suae Conceptionis fuisse singulari omnipotentis Dei gratia et privilegio, intuitu meritorum Christi lesu Salvatoris humani generis, ab omni originalis culpae labe praeservatam immunem, esse a Deo revelatam, atque idcirco ab omnibus fidelibus firmiter constanterque credendam. Quapropter si qui secus ac a Nobis. (latinsky)
Papež Pius IX. výslovně potvrdil, že Maria byla vykoupena ještě vznešenějším způsobem. Prohlásil, že Maria, místo aby byla očištěna po hříchu, byla zcela uchráněna před uzavřením smlouvy s prvotním hříchem vzhledem k předvídaným zásluhám Ježíše Krista, Spasitele lidského rodu. V Lukášově evangeliu – Lk 1, 47 (Kral, ČEP) Maria prohlašuje: „Můj duch se zaradoval v Bohu, mém Spasiteli.“ To se označuje jako Mariino předvykoupení Kristem. Od II. oranžského koncilu proti semipelagianismu katolická církev učí, že i kdyby člověk v rajské zahradě nikdy nezhřešil a byl bez hříchu, stále by potřeboval Boží milost, aby zůstal bez hříchu.
Definice se týká pouze prvotního hříchu a neříká nic o tom, že by církev věřila, že Panna Maria byla bez hříchu ve smyslu svobody od skutečného nebo osobního hříchu. Učení učí, že Maria, která byla od svého početí vždy svobodná od prvotního hříchu, přijala posvěcující milost, která by normálně přišla se křtem po narození.
Východní katolíci a východní křesťanství obecně věří, že Maria byla bez hříchu (impecabilitas), ale nemají stejnou teologii pádu a prvotního hříchu jako latinští katolíci.

### Nanebevzetí Panny Marie

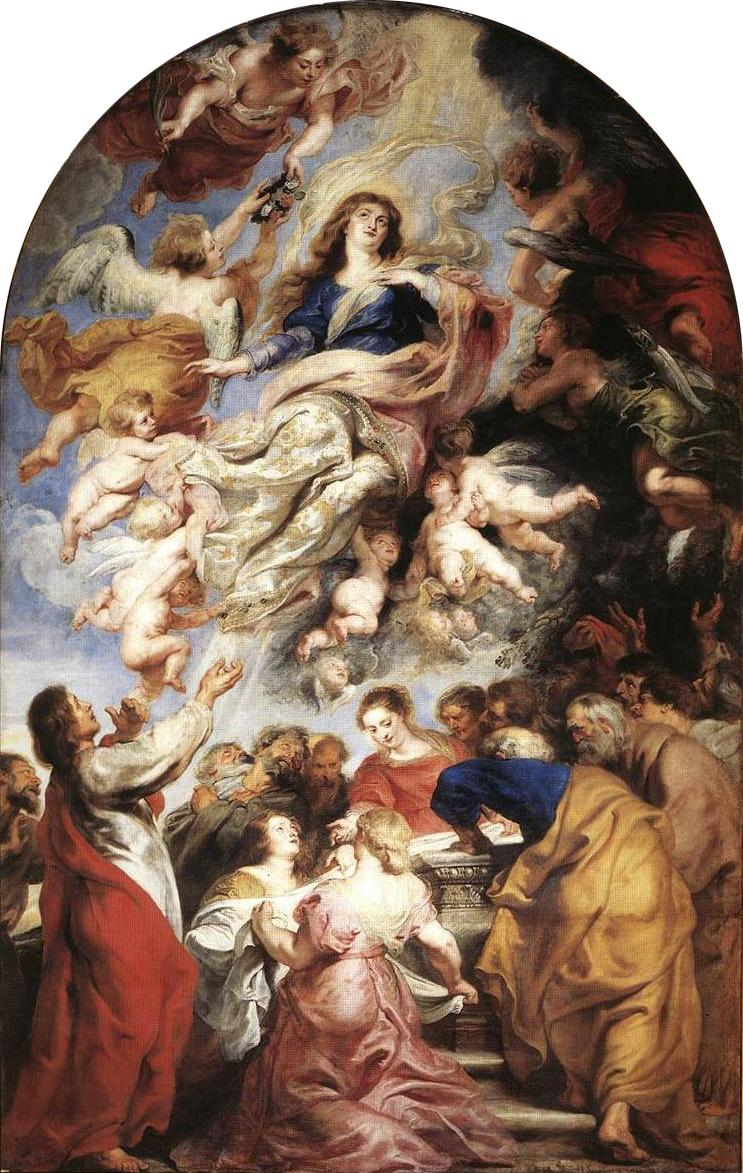
Nanebevzetí Panny Marie, Peter Paul Rubens, kol. r. 1626

Nanebevzetí Panny Marie (často zkráceně Nanebevzetí) je tělesné vzetí Panny Marie do nebe na konci jejího pozemského života.
1. listopadu 1950 papež Pius XII. v apoštolské konstituci Munificentissimus Deus prohlásil Nanebevzetí Panny Marie za dogma:
Autoritou našeho Pána Ježíše Krista, blahoslavených apoštolů Petra a Pavla a naší vlastní autoritou prohlašujeme, vyhlašujeme a definujeme jako božsky zjevené dogma, že Neposkvrněná Matka Boží, vždy Panna Maria, byla po skončení svého pozemského života přijata s tělem i duší do nebeské slávy.
V dogmatickém prohlášení Pia XII. zůstává po slovech „po ukončení svého pozemského života“ otevřená otázka, zda Panna Maria zemřela před svým nanebevzetím, či nikoli. Mariino nanebevzetí je prý božským darem, který jí byl dán jako „Matce Boží“. Ludwig Ott zastává názor, že vzhledem k tomu, že Maria dokončila svůj život jako zářný příklad pro lidský rod, nabízí se perspektiva daru nanebevzetí celému lidskému rodu.
Ludwig Ott ve své knize Základy katolického dogmatu píše, že „skutečnost její smrti je téměř všeobecně přijímána Otci a teology a je výslovně potvrzena v liturgii církve“, k čemuž přidává řadu užitečných citací. V závěru uvádí: „Všichni, kdo se na tom podílejí, jsou přesvědčeni, že je to pravda: "pro Marii nebyla smrt v důsledku její svobody od prvotního a osobního hříchu důsledkem trestu za hřích. Zdá se však vhodné, aby Mariino tělo, které bylo od přirozenosti smrtelné, podléhalo v souladu s tělem jejího Božího Syna obecnému zákonu smrti“.

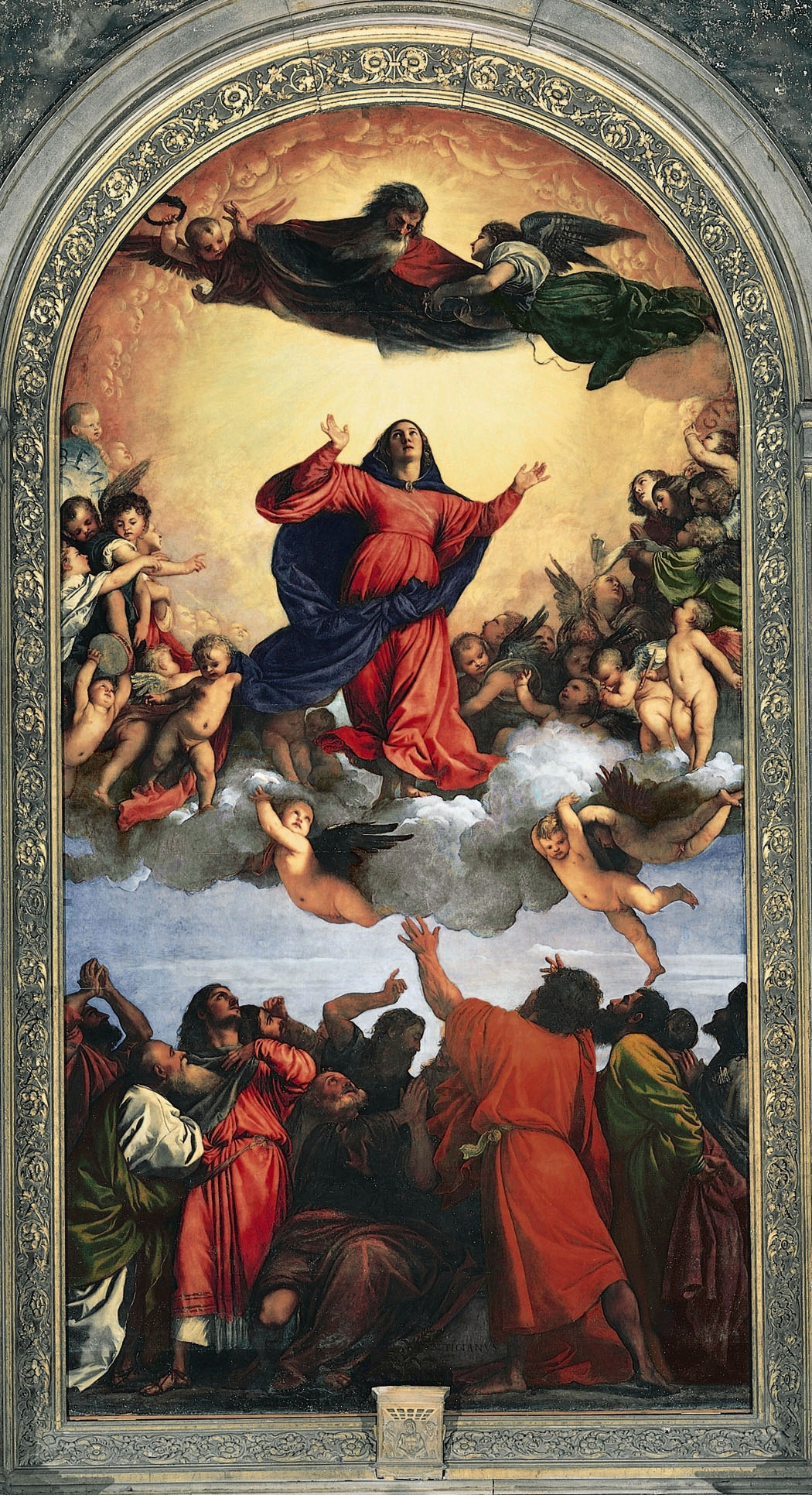
Tizianovo Nanebevzetí Panny Marie (1516–1518)

Okamžik její tělesné smrti nebyl žádným papežem neomylně definován. Mnozí katolíci věří, že vůbec nezemřela, ale byla vzata přímo do nebe. Dogmatická definice v rámci apoštolské konstituce Munificentissimus Deus, která podle římskokatolické dogmatiky neomylně hlásá učení o Nanebevzetí Panny Marie, ponechává otevřenou otázku, zda v souvislosti s jejím odchodem nastala tělesná smrt. Neurčuje to dogmaticky tak či onak, jak ukazují slova „dokonavši běh svého pozemského života“.
Před dogmatickou definicí v Deiparae Virginis Mariae si papež Pius XII. vyžádal názor katolických biskupů. Velká část z nich poukázala na knihu Genesis – Gn 3, 15 (Kral, ČEP) jako na biblickou oporu dogmatu. V Munificentissimus Deus (odst. 39) Pius XII. jako biblický základ dogmatické definice uvedl „boj s pekelným nepřítelem“ podle Gn 3, 15 (Kral, ČEP) a „úplné vítězství nad hříchem a smrtí“ podle Pavlových listů, přičemž Maria byla vzata do nebe podle 1Kor 15, 54 (Kral, ČEP): „tehdy se naplní to, co je psáno: Smrt je pohlcena vítězstvím“.

#### Nanebevzetí vs. zesnutí
Viz též: Jan z Damašku
Západní svátek Nanebevzetí Panny Marie se slaví 15. srpna a východní pravoslavní a řečtí katolíci slaví ve stejný den Zesnutí přesvaté Bohorodice (nebo Uspání Bohorodičky, Spánek Matky Boží), kterému předchází 14denní půst. Východní křesťané věří, že Maria zemřela přirozenou smrtí, že její duše byla po smrti přijata Kristem a že její tělo bylo třetí den po smrti vzkříšeno a že byla tělesně vzata do nebe v očekávání všeobecného vzkříšení. Její hrob byl třetího dne nalezen prázdný.

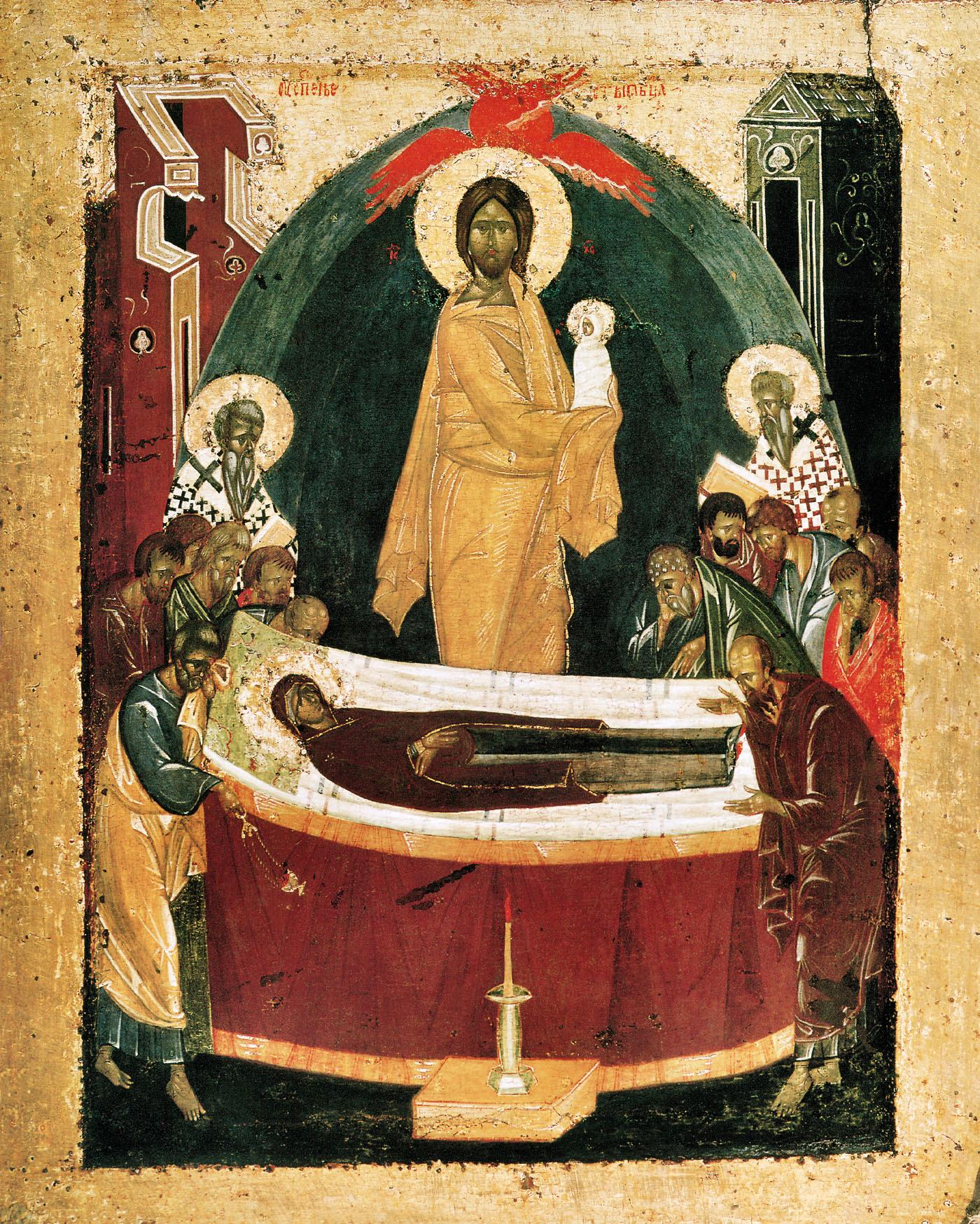
Ikona Zesnutí Panny Marie od Theofana Řeka, 1392

Pravoslavná tradice je jasná a neochvějná, pokud jde o ústřední bod [uspání]: Svatá Panna podstoupila, stejně jako její Syn, fyzickou smrt, ale její tělo – stejně jako Jeho – bylo poté vzkříšeno z mrtvých a ona byla vzata do nebe, a to jak s tělem, tak s duší. Přešla za hranice smrti a soudu a žije zcela v budoucím věku. Vzkříšení těla ... bylo v jejím případě očekáváno a je již uskutečněnou skutečností. To však neznamená, že by byla oddělena od zbytku lidstva a zařazena do zcela jiné kategorie: všichni totiž doufáme, že se jednou budeme podílet na stejné slávě vzkříšení těla, které se ona těší již nyní.
Mnozí katolíci také věří, že Maria nejprve zemřela, ale věří, že byla zázračně vzkříšena, než byla vzata na nebe. Jiní věří, že byla tělesně vzata na nebesa, aniž by předtím zemřela. Katolíci mohou oprávněně zastávat obojí chápání, přičemž východní katolíci slaví svátek jako Zesnutí Panny Marie.
Mnozí teologové pro srovnání poznamenávají, že v katolické církvi je Nanebevzetí Panny Marie dogmaticky definováno, zatímco ve východní pravoslavné tradici je Zesnutí definováno méně dogmaticky než liturgicky a mysticky. Tyto rozdíly vycházejí z širšího vzorce obou tradic, kdy katolické učení je často dogmaticky a autoritativně definováno – částečně kvůli centralizovanější struktuře katolické církve – zatímco ve východním pravoslaví je mnoho nauk méně autoritativních.

### Věkovitý
Viz též: Bůh Otec v západním umění

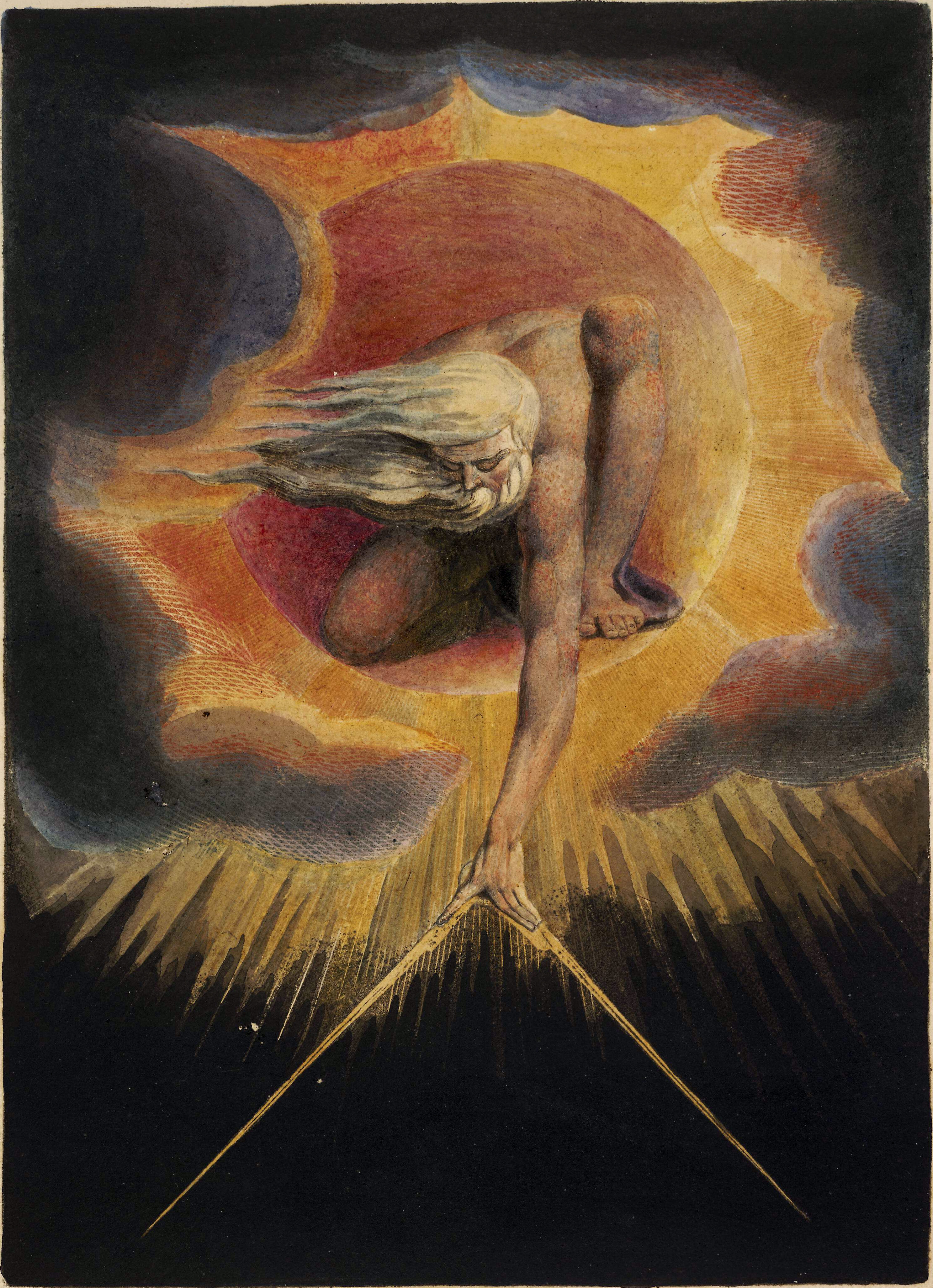
Věkovitý při stvoření světa, akvarelový lept z roku 1794, autor William Blake

Prastarý dnů (Věkovitý, Prastarý či Starý dnů) je jméno pro Boha, které se objevuje v knize Daniel.
Na rané benátské škole Korunování Panny Marie od Giovanniho d'Alemagny a Antonia Vivariniho (asi 1443) je Bůh Otec zobrazen v podobě, kterou později důsledně používali i jiní umělci, totiž jako patriarcha s vlídnou, ale mocnou tváří a s dlouhými bílými vlasy a vousy, což je zobrazení do značné míry odvozené a odůvodněné popisem Prastarého ve Starém zákoně, který je nejblíže fyzickému popisu Boha ve Starém zákoně:
... seděl Starý dnů, jehož roucho bylo bílé jako sníh a vlasy jeho hlavy jako čistá vlna; jeho trůn byl jako ohnivý plamen a jeho kola jako hořící oheň. Dan 7, 9 (Kral, ČEP)
Svatý Tomáš Akvinský připomíná, že někteří předkládají námitku, že Prastarý odpovídá osobě Otce, aniž by s tímto tvrzením sám nutně souhlasil.
Ve dvanáctém století se ve francouzských rukopisech a v anglických kostelních vitrážích začala objevovat vyobrazení Boha Otce, v podstatě založená na Věkovitém z knihy Daniel. Ve 14. století byla ilustrovaná Bible neapolská opatřena vyobrazením Boha Otce v hořícím keři. V 15. století obsahovala Rohanská kniha hodinek vyobrazení Boha Otce v lidské podobě nebo antropomorfní obrazy a v době renesance se umělecká zobrazení Boha Otce v západní církvi volně používala.

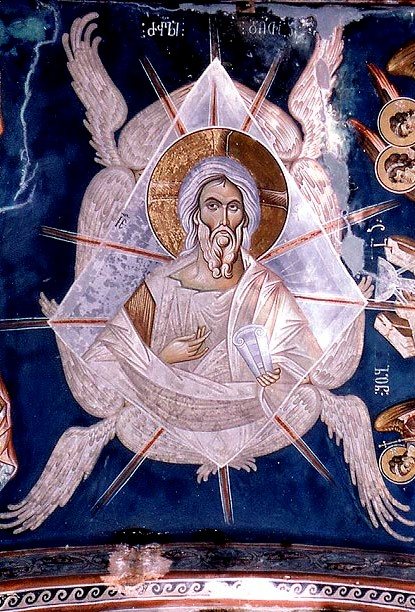
Prastarý dnů, freska ze 14. století z Ubisi v Gruzii

Umělecká zobrazení Boha Otce byla v katolickém umění později nekontroverzní, ale méně častá zobrazení Nejsvětější Trojice byla odsuzována. V roce 1745 papež Benedikt XIV. výslovně podpořil zobrazení Trůnu milosrdenství s odkazem na „Prastarého“, ale ještě v roce 1786 musel papež Pius VI. vydat papežskou bulu odsuzující rozhodnutí italského církevního koncilu odstranit z kostelů všechna zobrazení Trojice.
Ve východním pravoslavném umění je toto zobrazení stále vzácné a často kontroverzní. Ve východních pravoslavných církevních hymnech a ikonách je Prastarý nejsprávněji ztotožňován s Bohem Synem nebo Ježíšem, nikoli s Bohem Otcem. Většina východních církevních otců, kteří komentují pasáž z knihy Daniel (7,9-10.13-14), vykládá postavu starce jako prorocké zjevení Syna před jeho fyzickým vtělením. Východokřesťanské umění proto někdy zobrazuje Ježíše Krista jako starce, Starce dnů, aby symbolicky ukázalo, že existoval od věčnosti, a někdy jako mladíka nebo moudré dítě, aby ho zobrazilo v jeho vtělení. Tato ikonografie se objevila v 6. století, většinou ve východní říši s obrazy starců, i když obvykle nebyli řádně nebo konkrétně označeni jako „Prastarý dnů“. První obrazy Prastarého, takto pojmenované s nápisem, byly vypracovány ikonopisci v různých rukopisech, z nichž nejstarší jsou datovány do 11. století. Obrazy v těchto rukopisech obsahovaly nápis „Ježíš Kristus, Starodávný“, což potvrzuje, že se jednalo o způsob, jak ztotožnit Krista jako předvěkého s Bohem Otcem. Později bylo totiž ruskou pravoslavnou církví na Velkém moskevském synodu v roce 1667 prohlášeno, že Starodávný je Syn, a nikoli Otec.

## Sociální a kulturní otázky
Viz též: Katolická církev#Sociální a kulturní záležitosti

### Zdravotní a charitativní střediska
Katolická církev spravuje na celém světě 5158 nemocnic (nejvíce v Americe a Africe), 16 523 ostatních zdravotních středisek, 612 leprosárií, 15 679 domů pro staré, nemocné a handicapované lidi (nejvíce v Evropě – 8304), 9492 sirotčinců, 14 576 manželských poraden (nejvíce v Evropě 5670), 3782 sociálně-vzdělávacích středisek a 37 601 dalších institucí.

### Vzdělávací a výchovné instituce
Katolická církev spravuje na celém světě 73 580 mateřských škol, které navštěvuje 7 043 634 dětí; dále 96 283 základních škol 1. stupně pro 33 516 860 žáků; 46 339 základních škol 2. stupně a středních škol pro 19 760 924 žáků. Katolické vyšší školy navštěvuje 2 477 636 studentů, univerzity pak 2 719 643 studentů.

### Případy sexuálního zneužívání
Hlavní článek: Sexuální skandály katolických duchovních
Od 90. let 20. století se otázka sexuálního zneužívání nezletilých západními katolickými duchovními a dalšími členy církve stala předmětem občanskoprávních sporů, trestního stíhání, medializace a veřejné debaty v zemích po celém světě. Západní katolická církev byla kritizována za postup při řešení stížností na zneužívání, když vyšlo najevo, že někteří biskupové chránili obviněné kněze a převáděli je na jiná pastorační místa, kde se někteří z nich nadále dopouštěli sexuálních deliktů.
V reakci na tento skandál byly zavedeny formální postupy, které mají napomáhat prevenci zneužívání, povzbuzovat k oznamování případného zneužívání a k rychlému vyřizování takových oznámení, ačkoli skupiny zastupující oběti jejich účinnost zpochybňovaly. V roce 2014 papež František zřídil Papežskou komisi pro ochranu nezletilých.

### Vztah k ostatním katolickým církvím
Římskokatolická církev sdílí s ostatními katolickými církvemi společenství ve svátostech a umožňuje věřícím z jednotlivých katolických církví za určitých podmínek změnu příslušnosti k této církvi, např. při migraci, svatbě apod.; teoreticky může být papežem, tedy biskupem církve latinského obřadu, zvolen i věřící některé z východních katolických církví.